# Papa Giovanni Paolo I
Papa Giovanni Paolo I (in latino: Ioannes Paulus PP. I, nato Albino Luciani; Canale d'Agordo, 17 ottobre 1912 – Città del Vaticano, 28 settembre 1978) è stato il 263º papa della Chiesa cattolica e vescovo di Roma, 5º sovrano dello Stato della Città del Vaticano, oltre agli altri titoli propri del Romano Pontefice, dal 26 agosto 1978 fino alla morte.
Il suo pontificato è il decimo più breve della storia della Chiesa cattolica: la sua morte avvenne dopo soli 33 giorni dalla sua elezione al soglio di Pietro, il 28 settembre 1978. Nel 2017 fu dichiarato venerabile da papa Francesco. Il 13 ottobre 2021 lo stesso pontefice ha autorizzato la promulgazione del decreto sancente il miracolo attribuito all'intercessione di Giovanni Paolo I; questo passo lo ha reso idoneo alla beatificazione, officiata da papa Francesco il 4 settembre 2022 in piazza San Pietro.
Viene ricordato con gli affettuosi appellativi di «Papa del sorriso» e «Sorriso di Dio». Il Time e altri settimanali in lingua inglese lo chiamarono «The September Pope», "Il papa di settembre". A lui è stato dedicato un museo, situato in un edificio seicentesco accanto alla pieve di Canale d'Agordo, suo paese natale.

## Biografia

### Gli anni di Belluno
(Papa Giovanni Paolo I nell'udienza ai Bellunesi il 3 settembre 1978)

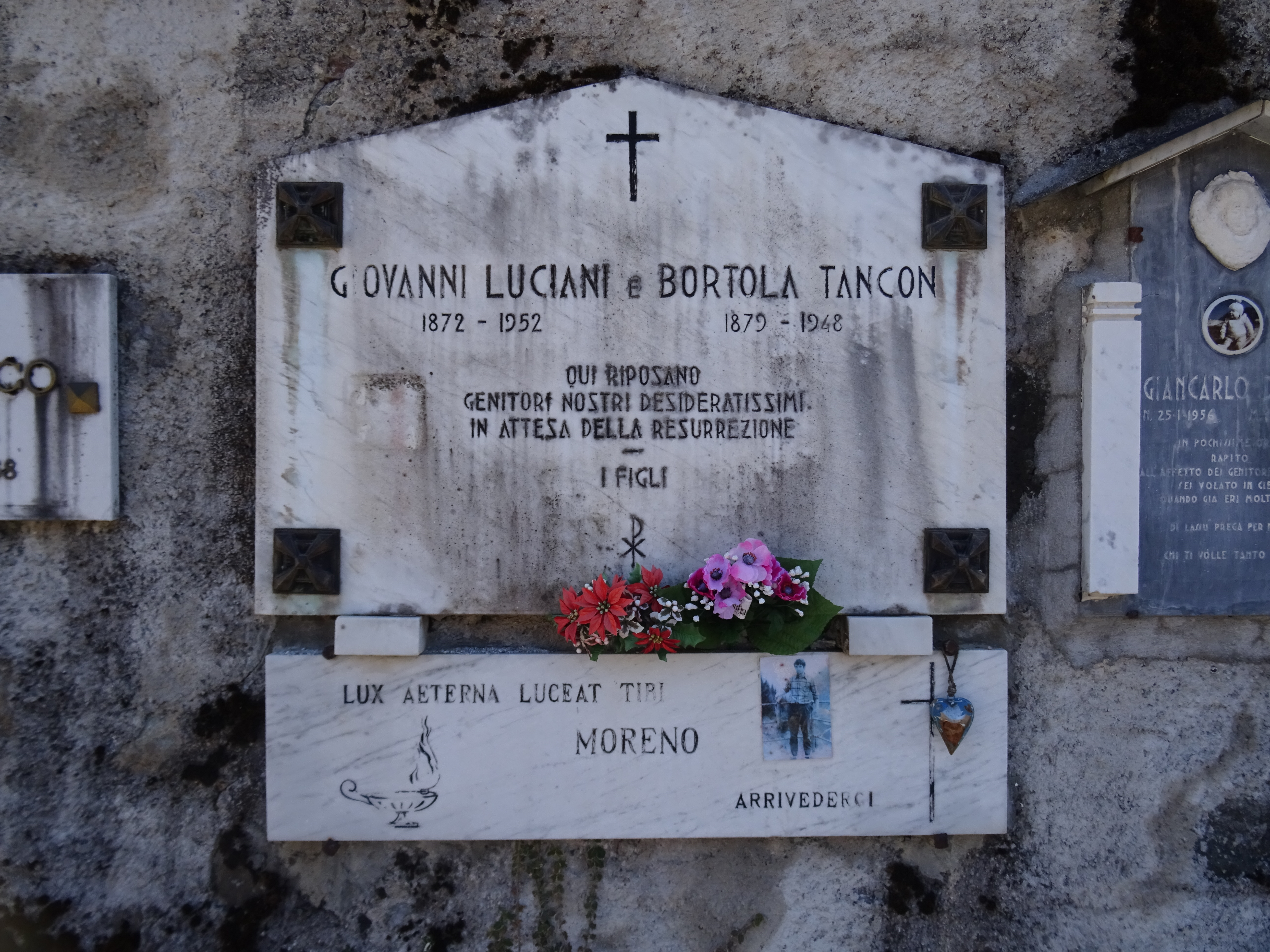
La lapide dei genitori di papa Luciani (e, sotto, di suo nipote Moreno) nel cimitero di Canale d'Agordo

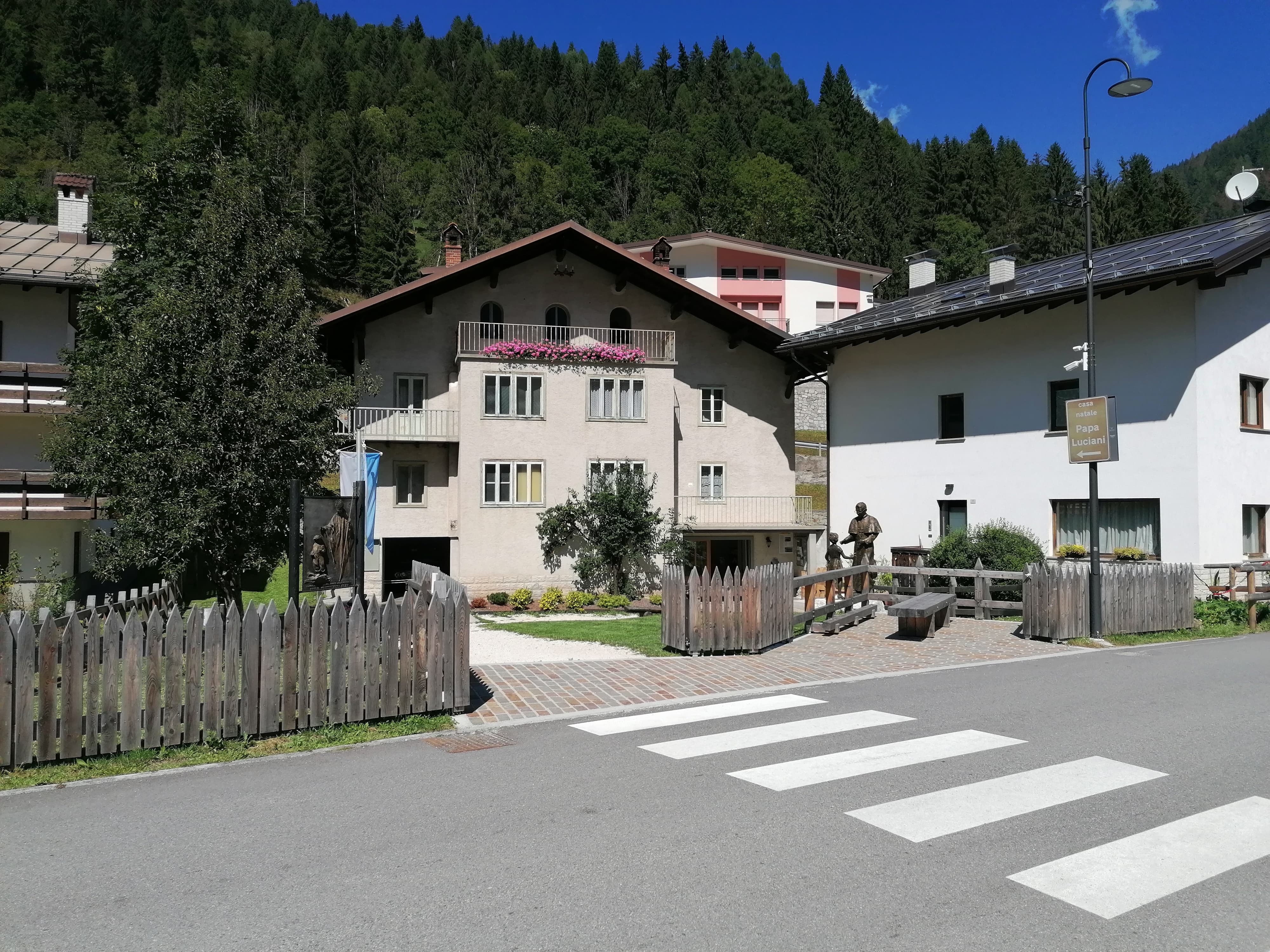
La casa natale visitabile vista da via XX Agosto dopo il restauro

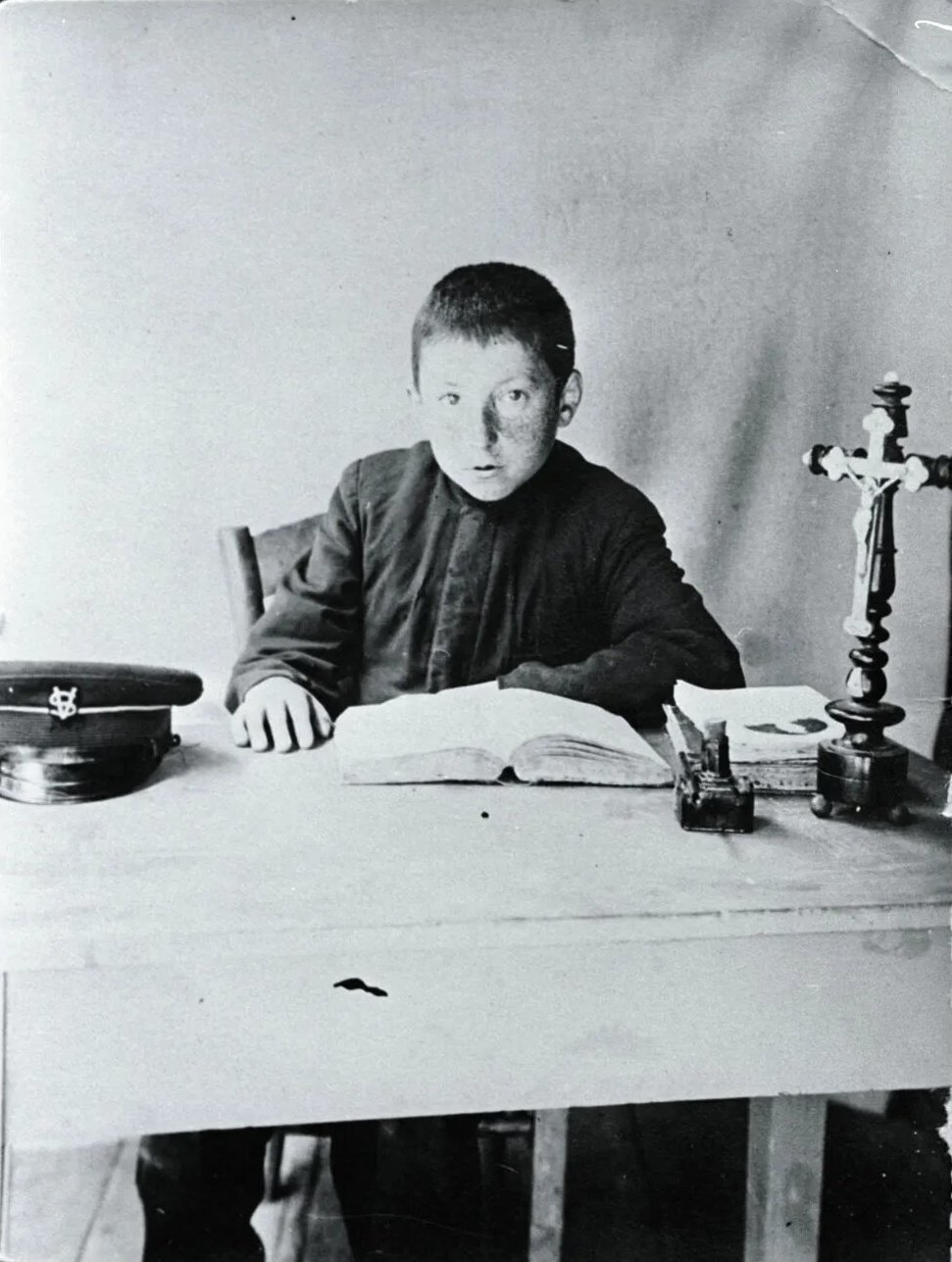
Foto di Albino Luciani scattata tra il 1922 e il 1923, quando aveva 10 anni circa

Nato da Giovanni Luciani (1872-1952) e Bortola Tancon (1879-1948), sua seconda moglie, ebbe tre fratelli: Tranquillo Federico (1915-1916), Edoardo, detto Berto, (1917-2008) ed Antonia, detta Nina, (1920-2009). Dal primo matrimonio del padre con Rosa, defunta per tubercolosi nel 1906, nacquero cinque figli: tre maschi, i quali morirono tutti subito dopo il parto e ai quali fu messo il nome Albino, e due femmine, entrambe sordomute, Amalia (1900-1938) e Pia (1902-1969), che divenne suora. Il padre, di idee socialiste, emigrò in seguito in Svizzera per lavoro. Nell'ottobre del 1923 Albino entrò nel seminario interdiocesano minore di Feltre e in seguito, nel 1928, nel seminario interdiocesano maggiore di Belluno.

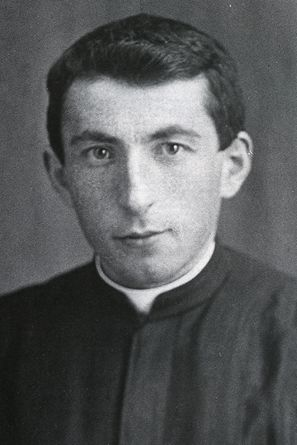
Il giovane Albino Luciani nel 1932

Fu ordinato diacono il 2 febbraio 1935 e presbitero il 7 luglio dello stesso anno nella chiesa rettoriale di San Pietro apostolo a Belluno (contigua al Seminario Gregoriano). Venne subito nominato cappellano e vicario cooperatore di Canale d'Agordo (9 luglio), ma già il 21 dicembre venne trasferito ad Agordo, dove fu cappellano fino al luglio 1937, e dove inoltre insegnò religione all'istituto minerario. Poi presso il Seminario Gregoriano di Belluno fu insegnante (1937-1958) e, dal 1º ottobre, vice-rettore (1937-1947).
Il 27 febbraio 1947 si laureò in sacra teologia alla Pontificia Università Gregoriana di Roma con una tesi su L'origine dell'anima umana secondo Antonio Rosmini: quella di Luciani e dei suoi relatori fu di certo una scelta audace, poiché si trattava di un autore con due libri messi all'Indice, all'epoca non ancora del tutto riabilitato dalla Chiesa. In novembre fu nominato da monsignor Girolamo Bortignon procancelliere vescovile della diocesi di Belluno; il mese successivo venne nominato anche cameriere segreto soprannumerario e segretario del sinodo interdiocesano (proprio per la stesura di questo testo nella primavera del 1947 si ritirò per un mese nella certosa di Vedana, nell'appartamento del "vescovado"). A queste nomine, il 2 febbraio 1948 si aggiunsero pure quelle di provicario generale della diocesi di Belluno e di direttore dell'ufficio catechistico diocesano.
Nel 1954 divenne vicario generale della diocesi di Belluno; nel frattempo (1949) aveva pubblicato il volume Catechetica in briciole; del libro verranno pubblicate sei edizioni in Italia e una anche in Colombia. Il 30 giugno 1956 fu nominato canonico della cattedrale di Belluno.
In quegli anni gli fu erroneamente diagnosticata una tubercolosi incurabile e per questo fu costretto a lasciare la parrocchia e recarsi in sanatorio a Sondalo, in Valtellina, dove i medici si accorsero dell'errore dei colleghi, diagnosticando e curando la vera malattia: una polmonite. Luciani fu diverse volte proposto per la nomina a vescovo, ma venne respinto per due volte a causa delle sue precarie condizioni di salute, della voce flebile, della bassa statura e dell'aspetto dimesso.

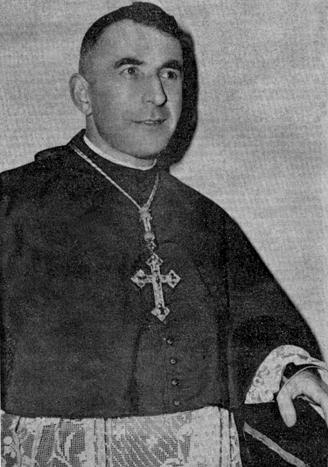
Luciani nel 1958

Dopo l'ascesa al soglio di Pietro di Giovanni XXIII, il 15 dicembre 1958 fu finalmente nominato vescovo di Vittorio Veneto. A tal proposito si narra che papa Giovanni, respingendo le varie perplessità riguardo ai motivi per cui fino ad allora non fosse stato promosso, legate principalmente alle sue cagionevoli condizioni di salute, sentenziò bonariamente:
Ricevette la consacrazione episcopale nella basilica di San Pietro in Vaticano il 27 dicembre per l'imposizione delle mani di Giovanni XXIII, co-consacranti i vescovi di Padova e di Feltre e Belluno, Girolamo Bartolomeo Bortignon e Gioacchino Muccin. Insieme a lui fu consacrato anche monsignor Charles Msaklia, originario della Tanzania: i due rimarranno amici e sarà proprio grazie a questo prelato africano che Luciani inizierà a conoscere la realtà della Chiesa cattolica in Africa.

### Luciani vescovo di Vittorio Veneto

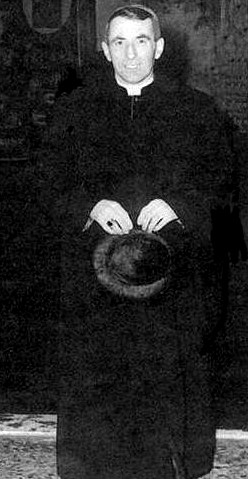
Albino Luciani vescovo di Vittorio Veneto

Luciani prese possesso della diocesi l'11 gennaio 1959. Il "periodo vittoriese" sarà decisivo per la sua formazione. Iniziò subito le visite pastorali nelle parrocchie. Luciani, che mai in vita aveva pensato alla carriera ecclesiastica, lasciò Belluno a malincuore, prendendo le redini di una diocesi con i bilanci in grave passivo: infatti, quelli erano gli anni in cui lo IOR, meglio conosciuto come Banca Vaticana, era entrato in crisi.
Luciani non nascose di sopportare a fatica la gestione economica della Chiesa, specie negli anni in cui lo IOR fu diretto dall'arcivescovo statunitense Paul Marcinkus, sostenendo che la Chiesa avrebbe dovuto avere una condotta economica il più trasparente possibile e coerente agli insegnamenti del Vangelo.
Negli anni di episcopato a Vittorio Veneto mostrò innanzitutto insuperabili doti di catechista, per la sua capacità di farsi comprendere da tutti, anche dai bambini e dalle persone di poca cultura, per la sua chiarezza nell'esporre, la sua capacità di sintesi e la sua tendenza ad evitare discorsi e letture difficili, nonostante la profonda cultura che aveva. Lo stesso raccomandò sempre ai suoi sacerdoti.
Si dimostrò insofferente al dovere di risiedere nel castello di San Martino, residenza storica dei vescovi vittoriesi, posta in posizione arroccata e distaccata rispetto all'abitato di Vittorio Veneto: avrebbe preferito una dimora più vicina alla sua gente. Avvertì in anticipo i nuovi venti della "contestazione", ribadendo l'importanza dell'Azione Cattolica, che cominciava a sentire il peso degli anni.
Ebbe grande attenzione per la formazione dei giovani e sollecitò la partecipazione dei laici alla vita attiva della Chiesa, all'epoca ancora piuttosto ridotta. La sua indole bonaria non era però piegata alle idee correnti della moda e, ad esempio, una volta divenuto Patriarca, si batté apertamente contro l'istituzione del divorzio durante il referendum del 1974, opponendosi apertamente come vescovo ad alcune associazioni cattoliche che si rifacevano alla FUCI veneta e che invece si schieravano a favore del divorzio.

### Luciani e la Chiesa africana

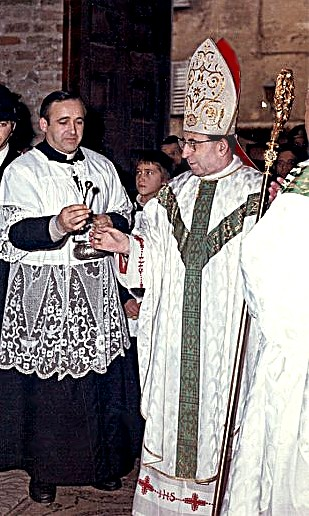
Albino Luciani, patriarca di Venezia, in una celebrazione nella basilica di Sant'Eufemia a Grado nel 1972

Nel marzo 1962 ricevette la visita di monsignor André Makarakiza, membro di una famiglia nobile del Burundi, il quale si convertì al cattolicesimo e diventò in seguito sacerdote e poi vescovo di Ngozi. Il monsignore era venuto per chiedere a Luciani alcuni sacerdoti per la propria diocesi. Quest'ultimo acconsentì, conscio delle necessità di presbiteri nelle popolazioni locali. La scelta cadde sul giovane don Vittore De Rosso di Farra di Soligo, che fu destinato alla diocesi di Kuntega, Burundi. Egli partì in dicembre senza risorse economiche a causa della grave situazione finanziaria della diocesi. Si trattava del primo sacerdote missionario Fidei donum della diocesi di Vittorio Veneto; se ne sarebbero aggiunti altri due l'anno successivo.
Qualche anno dopo, i tre missionari chiesero e ottennero dal loro vescovo di celebrare la messa non in lingua latina ma nell'idioma locale, e di comunicare i fedeli per mano e non per bocca, per motivi igienici: tutto questo in anticipo rispetto alle disposizioni introdotte dopo il Concilio Vaticano II. Dal 16 agosto al 2 settembre 1966, Luciani compì una storica visita pastorale nelle missioni africane della sua diocesi, durante la quale conobbe usi e costumi delle popolazioni locali, celebrò Messa in chiese affollatissime, imparò un po' di lingua kirundi, sopportò a fatica il clima e le zanzare e subì tutta una serie di imprevisti, tra cui una zecca sotto un'unghia e l'impantanamento della jeep su cui viaggiava: in quell'occasione Luciani non si fece problemi a scendere dal mezzo e spingere la vettura insieme agli altri.
Questa serie di incontri ravvicinati con le realtà africane, così come i successivi in Sudamerica, non fece altro che aumentare la sensibilità del futuro papa riguardo ai problemi delle popolazioni del terzo mondo.

### Lo scisma di Montaner

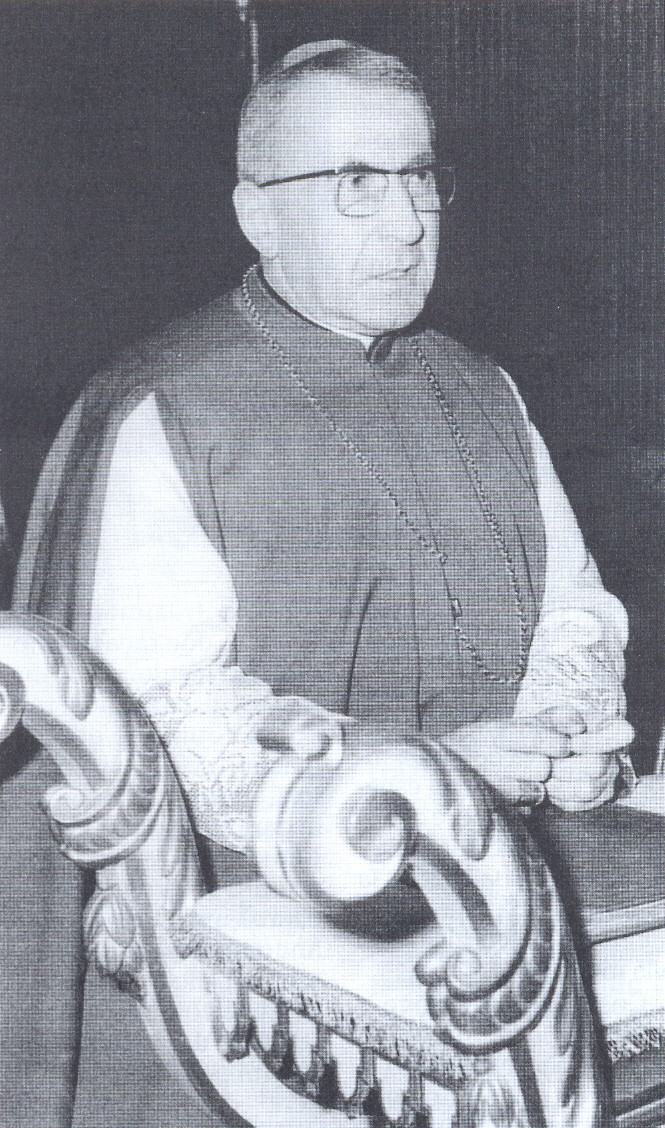
Albino Luciani nel 1966

Tra il 1966 e il 1967 il vescovo Luciani si trovò ad affrontare una spinosa questione riguardante la parrocchia di Montaner, frazione del comune di Sarmede, alle pendici del Cansiglio. Il 13 dicembre 1966 morì l'anziano parroco don Giuseppe Faè, amatissimo dalla popolazione. Nei giorni seguenti maturò fra la gente del posto l'idea che potesse subentrargli il cappellano Antonio Botteon, che si era preso cura del vecchio prevosto negli ultimi tre anni della sua vita. Luciani tuttavia giudicò Botteon troppo giovane per amministrare da solo una parrocchia e nominò nuovo parroco di Montaner don Giovanni Gava, il cui insediamento sarebbe dovuto avvenire il 22 gennaio 1967.
Un gruppo di paesani disconobbe la scelta del vescovo e si costituì in comitato, perorando l'istanza di nomina a parroco del cappellano, o quantomeno la sua conferma a Montaner come viceparroco. La risposta di mons. Luciani fu negativa: egli infatti sottolineò che il codice di diritto canonico non contemplava l'elezione del prevosto da parte dei parrocchiani, salvi determinati casi di giuspatronato particolarmente antichi, comunque non più istituibili a seguito di una modifica normativa del 1917. Quanto alla nomina di un viceparroco, fu ritenuta sovrabbondante per un paese così piccolo. La fermezza del vescovo provocò una durissima reazione della popolazione: alcuni parrocchiani arrivarono a murare porte e finestre della chiesa e della canonica per impedire al cappellano Botteon di andare via.
Montaner si divise allora fra i sostenitori del cappellano Botteon come nuovo parroco e coloro che invece non ritenevano giusto ribellarsi al vescovo. La polemica tra le due fazioni si inacerbì e sfociò anche in atti di violenza reciproca, al punto che il paese dovette essere presidiato stabilmente dai carabinieri. Nella confusione che derivò si diffuse la voce che a Montaner fossero state trovate delle armi; la cosa non fu smentita dalla popolazione, visto che molti in casa avevano pistole e fucili dal tempo della seconda guerra mondiale.
Il 9 febbraio 1967 una delegazione di montaneresi partì per Roma con la speranza, rimasta vana, di un colloquio con papa Paolo VI. Al culmine delle tensioni e dopo varie mediazioni fallite, il 12 settembre 1967 Albino Luciani si recò di persona a Montaner, accompagnato dal vicequestore di Treviso, da alcuni commissari, poliziotti e un autobus di carabinieri, chiamati per scortare il vescovo, nonostante lui stesso non ne avesse richiesto l'intervento.
Per punire la disobbedienza dei parrocchiani, Luciani entrò in chiesa, prelevò le ostie consacrate dal tabernacolo e dispose l'interdetto contro la parrocchia: da quel momento nessun sacerdote avrebbe più potuto celebrare funzioni o amministrare i sacramenti. I parrocchiani dissidenti, lungi dall'accettare il provvedimento, decisero pertanto di compiere quello che fu definito uno "scisma", costituendo in paese una comunità ortodossa ed edificando un tempio consacrato al nuovo culto.

### Concilio Vaticano II

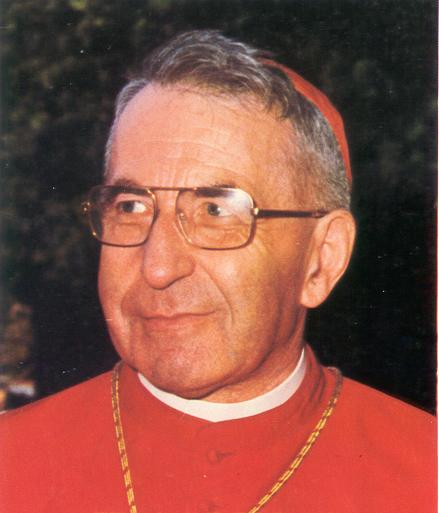
Albino Luciani, patriarca di Venezia, nel 1969

Il vescovo Luciani partecipò a tutte le quattro sessioni del concilio Vaticano II (1962-1965), intervenendo e facendosi così conoscere tra i ranghi della Chiesa cattolica. Il 15 dicembre 1969 papa Paolo VI nominò Luciani patriarca di Venezia. Neanche cinquanta giorni dopo, il 1º febbraio 1970, Luciani ricevette la cittadinanza onoraria di Vittorio Veneto.
Con l'elezione a Pontefice, nel suo messaggio Urbi et Orbi del 27 agosto 1978, Giovanni Paolo I descrisse le sue sei aspirazioni per la Chiesa: la continuazione del Concilio Vaticano II, il mantenimento della disciplina all'interno della Chiesa, l'evangelizzazione, l'ecumenismo, il dialogo e la pace.

## Luciani patriarca e cardinale

Stemma cardinalizio di Albino Luciani

Patriarca nei difficili anni della contestazione, non fece mancare il suo appoggio e il dialogo diretto con gli operai di Marghera, spesso in agitazione. Anche per questo maturò la consapevolezza del bisogno da parte della Chiesa di adeguarsi ai nuovi tempi e riavvicinarsi alla gente; questo gli fece guadagnare le simpatie dei veneziani.
Anche a Venezia si trovò a dover fare i conti con la crisi economica. Poco amante degli sfarzi, era anche per questo favorevole alla vendita di oggetti sacri e preziosi di proprietà della Chiesa. Tra il 12 e il 14 giugno 1971 compì un viaggio pastorale in Svizzera. Tre giorni dopo venne nominato vicepresidente della Conferenza Episcopale Italiana, carica che manterrà fino al 2 giugno 1975. Sempre nel 1971 propose alle chiese ricche dell'Occidente di donare l'uno per cento delle loro rendite alle chiese povere del Terzo mondo.

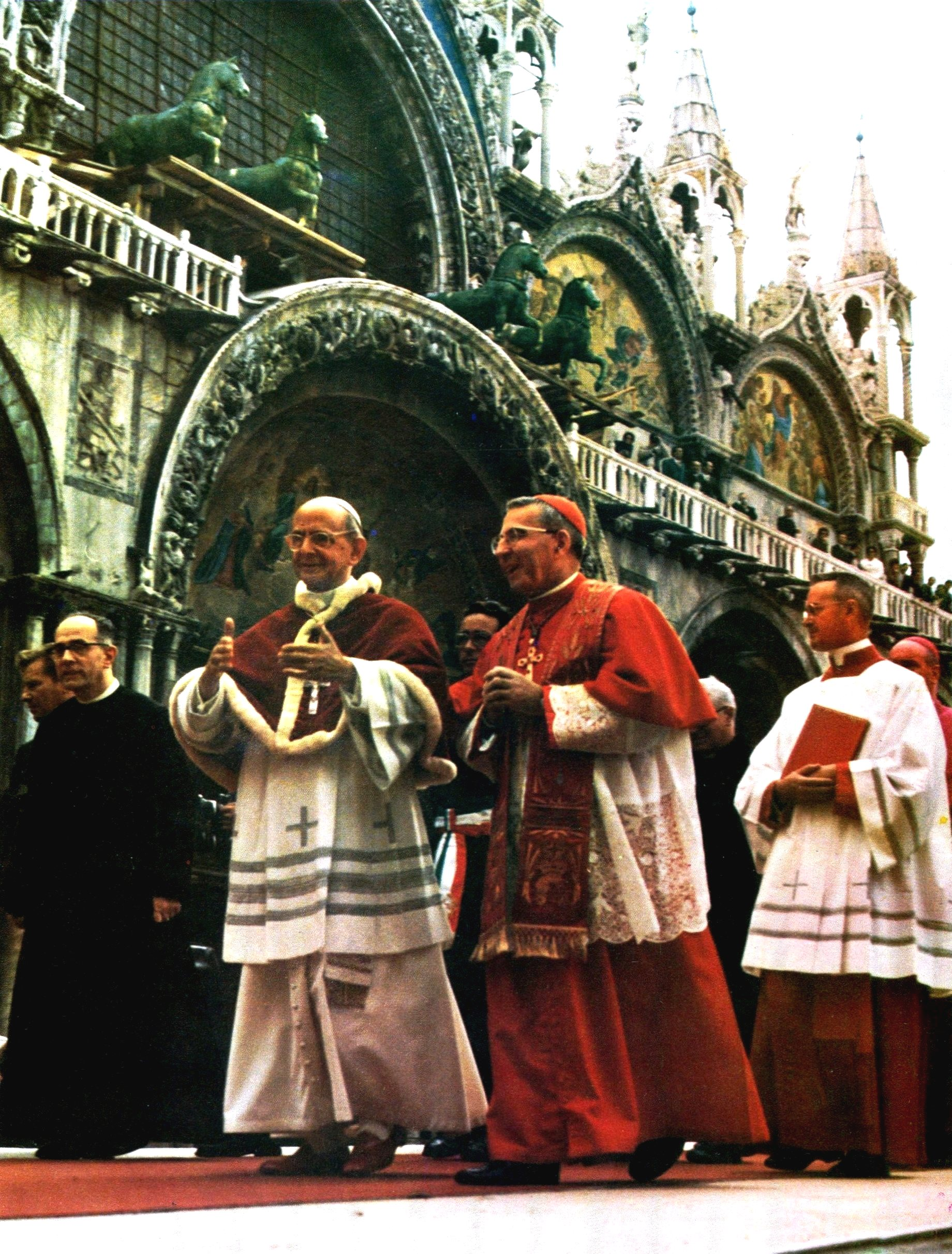
Papa Paolo VI in visita a Venezia nel 1972 con il patriarca Albino Luciani, che indossa la stola consegnatagli dal papa stesso pochi istanti prima

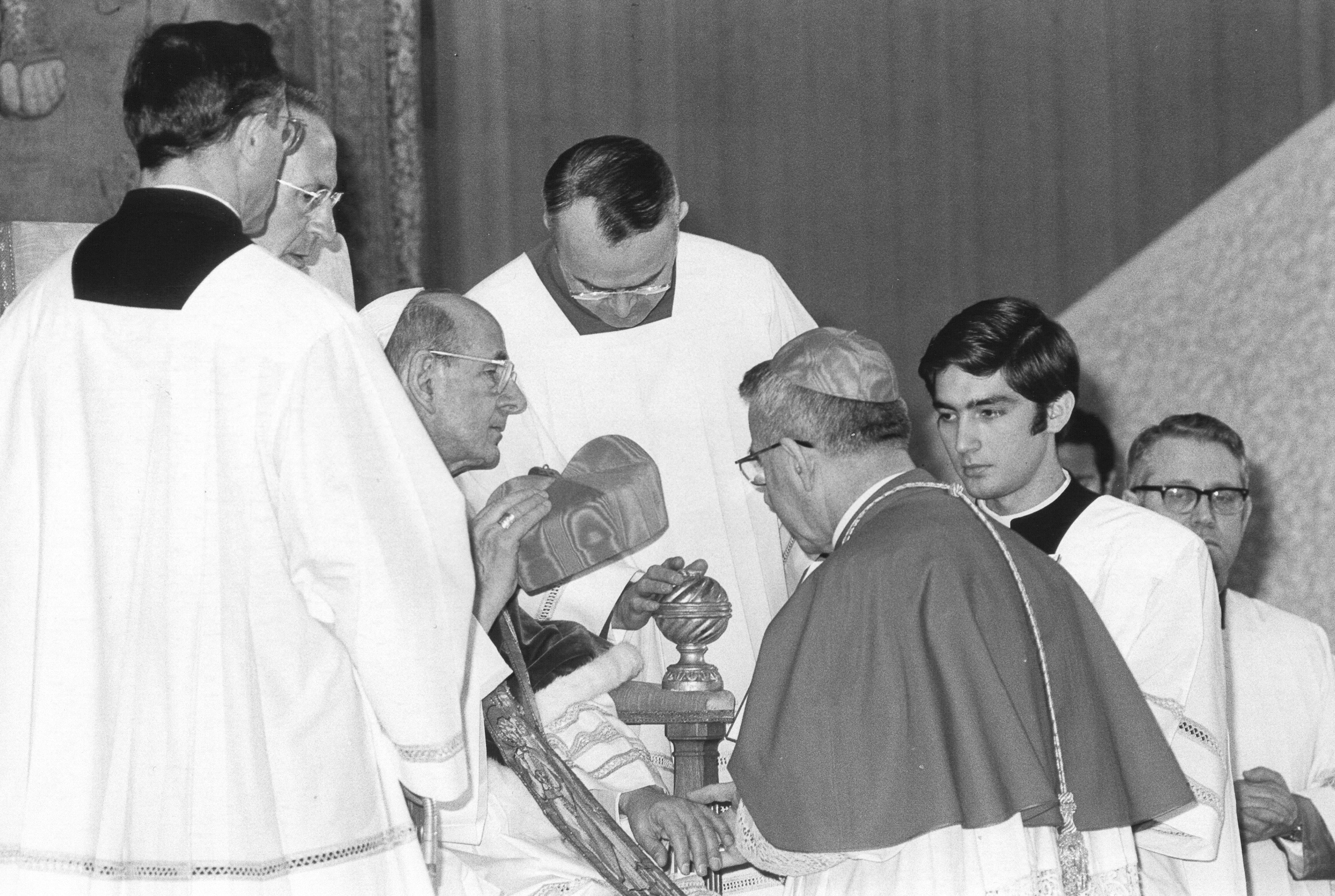
Paolo VI mentre impone la berretta cardinalizia al patriarca Luciani, 5 marzo 1973

Il 16 settembre 1972 il patriarca Luciani ricevette Paolo VI in visita pastorale. Al termine della Messa in piazza San Marco il Pontefice si tolse la stola papale, la mostrò alla folla e davanti a ventimila persone la mise sulle spalle del patriarca Luciani, con un gesto che sembrava quello di un'investitura, facendolo arrossire per l'imbarazzo. Dell'episodio esiste un documento fotografico, ma non fu ripreso dalle telecamere, che avevano già chiuso il collegamento. La stampa disse che Paolo VI aveva scelto il suo successore: a conferma di ciò, pochi mesi dopo Paolo VI annunciò un concistoro e Luciani fu il primo della lista dei candidati alla porpora. Il 5 marzo 1973 venne infatti creato cardinale del titolo di San Marco a Roma dallo stesso pontefice.
L'anno successivo, in occasione della campagna elettorale per il referendum sul divorzio, sciolse la sezione veneziana della FUCI, la Federazione degli universitari cattolici, perché si era mostrata favorevole al no all'abrogazione della "Legge Fortuna", contrariamente alle indicazioni della Curia. Tra il 27 settembre e il 26 ottobre dello stesso anno partecipò a Roma alla terza Assemblea Generale Ordinaria del Sinodo dei vescovi sul tema: "L'evangelizzazione nel mondo moderno".
Il 1975 lo vide due volte all'estero per altrettanti viaggi pastorali, il 18 maggio in Germania e dal 6 al 21 novembre in Brasile, dove l'università statale di S. Maria a Rio Grande do Sul lo insignì di una laurea honoris causa. Fu in Brasile che impressionò moltissimi prelati per la sua profonda umiltà e devozione. A gennaio 1976 pubblicò Illustrissimi, una raccolta di lettere immaginarie (scritte tra il 1971 e il 1975 e pubblicate mensilmente sulla rivista "Il Messaggero di S. Antonio") indirizzate a personaggi storici o della letteratura. Il libro ebbe un grande successo editoriale e fu tradotto in numerose lingue.
Sin dal suo insediamento a Venezia, portò sempre il classico abito scuro da sacerdote, indossando di rado lo zucchetto e la fascia di colore rosso, attirandosi così molte critiche dagli zelanti fedeli veneziani. Era un'altra prova del suo ricercare la semplicità.
Nel 1978 il patriarca vietò la celebrazione della Messa tridentina nella diocesi di Venezia.

### L'incontro con suor Lùcia dos Santos
Il 10 luglio 1977, l'allora cardinale Luciani, molto devoto alla Madonna di Fátima, accogliendo l'invito di suor Lúcia dos Santos, si recò in pellegrinaggio a Cova da Iria e incontrò al Carmelo di Coimbra la veggente, con la quale si trattenne per due ore in conversazione. Suor Lucia gli avrebbe rivelato il contenuto del terzo segreto di Fátima ed egli ne sarebbe stato sensibilmente impressionato. Una volta rientrato in Italia, descrisse così quell'incontro: "La suora è piccolina, è vispa, e abbastanza chiacchierina... parlando, rivela grande sensibilità per tutto quel che riguarda la Chiesa d'oggi con i suoi problemi acuti...; la piccola monaca insisteva con me sulla necessità di avere oggi cristiani e specialmente seminaristi, novizi e novizie, decisi sul serio ad essere di Dio, senza riserve. Con tanta energia e convinzione m'ha parlato di suore, preti e cristiani dalla testa ferma. Radicale come i santi: ou tudo ou nada, o tutto o niente, se si vuol essere di Dio sul serio".
Si dice anche che suor Lucia abbia predetto a Luciani la sua elezione e il breve pontificato, chiamandolo "Santo Padre"; tuttavia nel 2006 il segretario di Stato Vaticano Tarcisio Bertone ha definito questa storia "tesi vecchia e priva di fondamento": dopo il colloquio, la suora avrebbe detto semplicemente alle consorelle che, se fosse stato eletto al pontificato, sarebbe stato un ottimo papa. Tuttavia, si ricorda che il fratello Edoardo disse di avere visto il cardinale Luciani tornare molto scosso dal viaggio a Fatima: era diventato silenzioso e spesso assorto nei pensieri e, quando gli chiese cosa avesse, Albino rispose: "Penso sempre a quello che ha detto Suor Lucia". In proposito, monsignor Mario Senigaglia, che fu segretario del patriarca Luciani fino al 1976, ha escluso che l'atteggiamento di Luciani riferito dal fratello fosse dovuto necessariamente alla rivelazione di segreti particolari che lo riguardavano: secondo quanto gli aveva riferito lo stesso cardinale al ritorno dal viaggio, egli aveva parlato a lungo con Lucia dei problemi della Chiesa e su questi temi Luciani potrebbe essere tornato in seguito a riflettere con preoccupazione.

### La partenza da Venezia

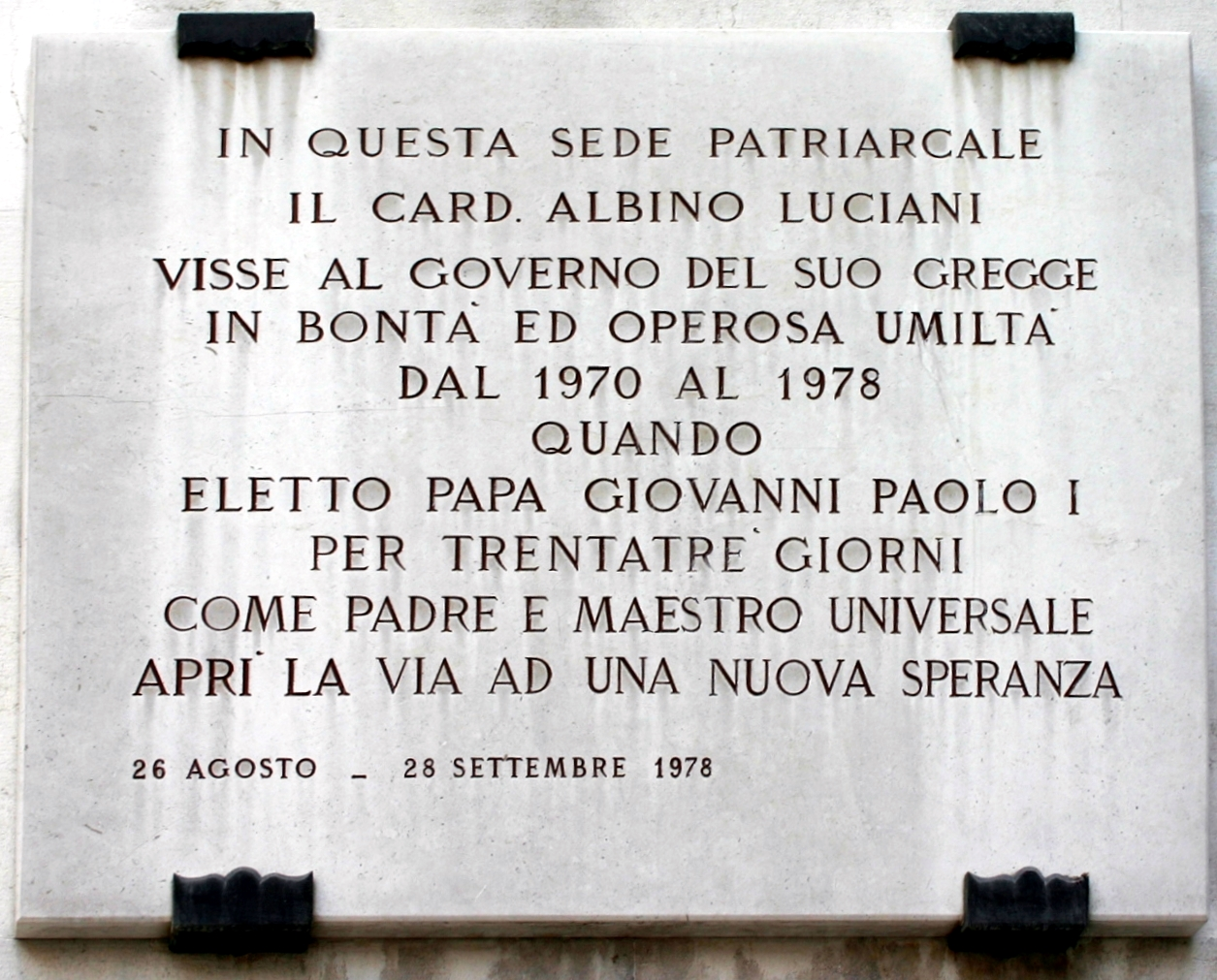
Lapide commemorativa del Patriarcato di Venezia

Il cardinale Luciani lasciò per l'ultima volta Venezia il 10 agosto 1978 per il conclave dal quale sarebbe uscito papa il 26 agosto, al secondo giorno di votazione. Nella sua ultima messa celebrata nella cattedrale marciana, invitò ripetutamente i fedeli a pregare la Madre di Dio per l'elezione del papa e per il futuro pontefice.
È stato il terzo Patriarca di Venezia del Novecento, dopo Giuseppe Sarto (San Pio X) e Angelo Giuseppe Roncalli (San Giovanni XXIII), a essere eletto al soglio di Pietro.

## Il pontificato
(Papa Giovanni Paolo I)
Il pontificato di papa Luciani sulla cattedra di Pietro fu brevissimo: durò appena 33 giorni.

### L'elezione

Il neoeletto pontefice Giovanni Paolo I si affaccia alla loggia delle benedizioni dopo l'elezione

D'azzurro, al monte di sei cime d'argento uscente dalla punta, sormontato da tre stelle d'oro, disposte una e due, col capo patriarcale di Venezia: d'argento caricato di un leone passante, guardante e nimbato, tenente con la branca anteriore destra un libro recante la scritta PAX TIBI MARCE EVANGELISTA MEUS, il tutto d'oro
La sua elezione sarebbe stata proposta dall'arcivescovo di Firenze, cardinale Giovanni Benelli, quale mediazione tra diverse posizioni nella Curia: quella più conservatrice, che sosteneva l'arcivescovo di Genova, cardinale Giuseppe Siri, il "grande centro montiniano", sostenitore delle riforme del Concilio Vaticano II, e quella ancora più progressista, che sosteneva i cardinali Sergio Pignedoli e Sebastiano Baggio. Ricevette alcuni voti anche il cardinale Karol Wojtyła, futuro papa Giovanni Paolo II, la cui candidatura fu presentata da quei cardinali che auspicavano un'apertura internazionalista del Vaticano. Luciani, tuttavia, chiese sempre di non essere preso in considerazione e, anzi, fu proprio lui a parlare per primo di un papa straniero.
Egli, infatti, aveva sempre votato per il cardinale Aloísio Lorscheider, un francescano che aveva conosciuto in Brasile e che invece fu tra i più accesi sostenitori di Luciani, soprattutto perché non dimenticò mai quella visita in Brasile. A ogni modo, il conclave fu rapidissimo, concludendosi dopo sole quattro votazioni, avvenute nella stessa giornata, e alle 19:18 del 26 agosto 1978 si aprirono le vetrate della loggia centrale delle Basilica Vaticana: erano passate solo ventisei ore e mezzo dalla chiusura delle porte del conclave e già il nuovo papa era stato eletto. Subito dopo comparve il grande drappo rosso con lo stemma papale e poi il cardinale protodiacono Pericle Felici annunciò l'Habemus Papam. Luciani fu eletto 263º successore di Pietro con un'amplissima maggioranza (101 voti tra i 111 cardinali, il quorum più alto nei conclavi del Novecento).
Lo stupore della folla in piazza fu grandissimo, anche perché la fumata, probabilmente per un errore del cardinale fochista, fu inizialmente grigio chiara, per poi diventare nera (in particolare, dopo l'improvvisa morte di papa Luciani diverse teorie del complotto collegarono la fumata nera ad un cattivo presagio). La situazione di incertezza si protrasse fino all'annuncio della Radio Vaticana e alla contemporanea apertura della loggia (solo dal conclave del 2005 verranno introdotte, dopo la fumata, le campane a festa, allo scopo di chiarire eventuali dubbi).
Appena eletto, Luciani avrebbe voluto parlare alla folla, ma il cerimoniere glielo impedì, obiettando che non era nella tradizione. Papa Giovanni Paolo II, cinquanta giorni dopo, avrebbe invece infranto il cerimoniale e rivolto un saluto alla folla, oltre alla tradizionale benedizione Urbi et Orbi. Fu questo il primo segnale del cambiamento che Luciani, seppur per breve tempo, avrebbe cominciato nella Chiesa.
Al momento della sua elezione, L'Osservatore Romano mandò in stampa l'edizione straordinaria dell'elezione del nuovo papa con un errore (Albinum Luciani qui sibi *nominem imposuit Ioannem Paulum I), che rese le copie di quel giornale un pezzo molto raro, equiparabile al famoso francobollo Gronchi rosa; nelle poche ore successive, infatti, corressero immediatamente l'errore, ritirando il precedente quotidiano e mettendo in circolazione la seconda edizione, correggendo l'errato "nominem" con il corretto "nomen": il sostantivo latino infatti è neutro, quindi l'accusativo è identico al nominativo.
Si disse che Luciani fu eletto più per "ciò che non era" che per "ciò che era": non era un conoscitore della Curia (il che, secondo alcuni, avrebbe potuto fargli assumere un comando autocratico e accentrato); nonostante la sua notevole cultura, non era un altero intellettuale potenzialmente capace di mettere in difficoltà i porporati; non era nemmeno uno straniero, fatto che per i cardinali italiani avrebbe potuto costituire una sicurezza. Il Patriarca non si aspettava minimamente la sua elezione al soglio di Pietro. Il giorno stesso dell'entrata in conclave, andò a sollecitare il meccanico perché aggiustasse in fretta la sua vecchia auto, che si era rotta alle porte di Roma, dicendogli:
Alla sorella Antonia disse anche:

### La scelta del nome

Giovanni Paolo I arriva a San Giovanni in Laterano in sedia gestatoria in occasione della presa di possesso della cattedra romana il 23 settembre 1978

Luciani fu, nella bimillenaria storia della Chiesa, il primo papa a scegliere un doppio nome, in ossequio ai due pontefici che lo avevano preceduto: Giovanni XXIII, che lo aveva consacrato vescovo, e Paolo VI, che lo aveva creato cardinale. Annunciando l'elezione con il tradizionale Habemus Papam, il cardinale protodiacono Pericle Felici aggiunse il numero ordinale dopo il nome: «qui sibi nomen imposuit Ioannis Pauli Primi».
Fu Luciani stesso a richiedere ciò: infatti, normalmente, il pontefice che sceglie un nome pontificale mai usato da un suo predecessore non assume l'ordinale, che gli viene attribuito postumo solo nel caso in cui un suo successore scelga lo stesso nome. Luciani, invece, per tutto il suo breve pontificato, fu sempre chiamato Giovanni Paolo I, mai solo Giovanni Paolo, a differenza di quanto accaduto con il nome pontificale del successivo papa Francesco, al quale non è stato aggiunto ufficialmente alcun numero ordinale (lo stesso papa Bergoglio ha precisato di voler essere chiamato solo "Francesco" e non "Francesco I").
È possibile che alla scelta di aggiungere il numerale fosse legata la novità: benché il nome fosse inedito, era comunque costituito dall'unione del nome dei due predecessori, e il numerale I voleva così sottolineare la novità nella continuità, all'insegna dei due predecessori che avevano condotto il Concilio.
All'indomani dell'elezione, Luciani avrebbe confidato al fratello Edoardo che il suo primo pensiero era stato di farsi chiamare Pio XIII, ma aveva desistito pensando ai settori della Chiesa che avrebbero strumentalizzato questa scelta. Subito dopo pensò a "Giampaolo I", per i motivi suddetti, ma i cardinali lo convinsero che suonasse troppo familiare e fosse meglio "Giovanni Paolo" (presto contratto da alcuni media italiani in "Giovanpaolo I", forma caduta in disuso subito dopo la sua morte).
Giovanni Paolo fu il primo nome inedito scelto da un pontefice dai tempi di papa Lando (morto nel 914); da allora, per oltre mille anni, tutti i papi si erano dati nomi già appartenuti a un loro predecessore. Anche il successore, Karol Wojtyła, inizialmente penserà a Stanislao, patrono della Polonia, sua nazione d'origine, ma sceglierà poi Giovanni Paolo II in memoria di Luciani. La novità sul nome pontificale introdotta da Luciani venne ripetuta nel 2013 dal cardinale italo-argentino Jorge Mario Bergoglio, che scelse un nome inedito nella storia dei papi: "Francesco".

### Eventi salienti del pontificato
Il 27 agosto, il giorno dopo la sua elezione, alle ore 9:30 presiedette una concelebrazione eucaristica con tutti i cardinali, sia coloro che parteciparono al conclave sia i cardinali ultraottantenni, al termine della quale rivolse il radiomessaggio Urbi et Orbi. Lo stesso giorno recitò il suo primo Angelus. Più tardi prese possesso dell'appartamento privato al terzo piano del Palazzo apostolico, con al seguito il segretario don Diego Lorenzi.
Lunedì 28 agosto nominò segretario di Stato il cardinale Jean-Marie Villot e confermò tutti gli incarichi ufficiali di Curia. Il 29 agosto nominò mons. Giuseppe Bosa amministratore apostolico del patriarcato di Venezia, e, contestualmente, inviò un messaggio ai veneziani. Lo stesso giorno giunse presso l'appartamento pontificio suor Vincenza Taffarel, la quale lo aveva assistito fin dai tempi dell'episcopato a Vittorio Veneto.
Il 30 agosto tenne un'allocuzione al collegio cardinalizio; il discorso pronunciato in italiano differiva completamente dal testo scritto ufficiale, dato che si rivolse ai cardinali in prima persona singolare, rinunciando al plurale maiestatis. Tra le decisioni prese nella stessa giornata, il pontefice confermò la terza conferenza generale dell'episcopato dell'America latina, prevista dal 12 al 28 ottobre a Puebla de Zaragoza, e confermò come suo segretario particolare padre John Magee (divenuto poi maestro delle celebrazioni liturgiche pontificie e vescovo di Cloyne), già segretario di papa Paolo VI.
Il 31 agosto, con un breve apostolico, nominò il suo primo vescovo: si trattava di mons. Donato Squicciarini, eletto alla sede titolare di Tiburnia e nunzio apostolico in Burundi. Oltre a mons. Squicciarini, durante il suo brevissimo pontificato papa Luciani ebbe modo di nominare solo altri tredici vescovi residenziali. Il 1º settembre inviò una lettera apostolica al cardinale Joseph Ratzinger, nella quale lo nominava legato pontificio presso il Congresso Mariano dell'Ecuador. Nella medesima giornata concesse, sempre per mezzo di una lettera apostolica, che la Vergine Maria, venerata con il titolo di "Nostra Signora del Buon Viaggio", divenisse patrona di Itabirito, una città facente parte dell'arcidiocesi di Mariana, in Brasile; tramite un'altra lettera apostolica, elevò al rango di basilica minore il santuario della Madonna di san Marco, sito a Bedonia, in provincia di Parma e diocesi di Piacenza.
Il 2 settembre ricevette i suoi familiari e incontrò le delegazioni delle Chiese non cattoliche. Il giorno successivo, domenica 3 settembre, recitò il suo secondo Angelus. Avendo rinunciato all'incoronazione, quella sera celebrò in piazza San Pietro la solenne messa di inizio del ministero petrino.
Il 5 settembre ricevette in udienza i nunzi apostolici in Australia, Sri Lanka e Thailandia, e i ministri del Brasile e dell'Egitto. Lo stesso giorno diede udienza privata a Nikodim, arcivescovo ortodosso, metropolita di Leningrado e Novgorod, il quale, dopo aver parlato con il pontefice, si accasciò e morì tra le sue braccia. Dopo il drammatico momento, il papa esclamò:
Il papa, due giorni dopo l'accaduto, disse pubblicamente di quest'incontro:
Il 6 settembre, il pontefice tenne la sua prima udienza generale, parlando dell'umiltà. Rinunciò alla sedia gestatoria e durante la catechesi chiamò al dialogo un bambino maltese. Giovedì 7 settembre incontrò il clero di Roma, al quale rivolse un breve discorso, che terminò dicendo:
(Giovanni Paolo I, discorso al clero romano, 7 settembre 1978)
L'8 settembre il pontefice ricevette in udienza la delegazione russa: tra i membri presenti vi era presente il futuro patriarca di Mosca e di tutte le Russie, Kirill. Per desiderio del papa, il cardinale Willebrands avrebbe rappresentato la Santa Sede alle esequie del metropolita Nikodim in Unione Sovietica.
Il 10 settembre recitò il suo terzo Angelus, mentre l'11 settembre ricevette in udienza alcuni vescovi, tra cui il cardinale Mario Casariego, arcivescovo di Guatemala.
Il 12 settembre, con la lettera apostolica Cum probe noverimus, istituì la nunziatura apostolica delle isole Figi, separandola dalla delegazione apostolica nell'Oceano Pacifico; lo stesso giorno si recò a pregare sulla tomba di Paolo VI, essendo passato un mese dalle esequie. Il 13 settembre tenne la seconda udienza generale del pontificato, avente come tema centrale la fede. Il 14 settembre ricevette in udienza il cardinale Eduardo Pironio, prefetto della Congregazione per i religiosi e degli istituti secolari, e, in seguito, indirizzò una lettera al seminario di Venezia. A pranzo ebbe ospite la nipote Pia Luciani. Qualche giorno dopo, il 17 settembre, durante il suo quarto Angelus, parlò della scuola e della società, e, commentando la sua elezione a pontefice, disse:
(Giovanni Paolo I, Angelus 17 settembre 1978)
Nel pomeriggio, accompagnato dal cardinale Villot, scese per una passeggiata nei giardini Vaticani.
Il 20 settembre tenne la terza udienza generale, improntando la catechesi sulla speranza. Il medesimo giorno scrisse una lettera ai vescovi delle Conferenze di Argentina e Cile in riferimento alla disputa sul canale di Beagle. Quella sera il fratello Edoardo cenò con lui e rimase a dormire in appartamento. Il 21 settembre ricevette in visita ad limina un gruppo di vescovi degli Stati Uniti d'America ed indirizzò una lettera al presidente statunitense Carter dopo la conclusione dei colloqui di pace a Camp David. Ricevette in udienza il domenicano Jean Jérôme Hamer, segretario della Congregazione per la dottrina della fede.

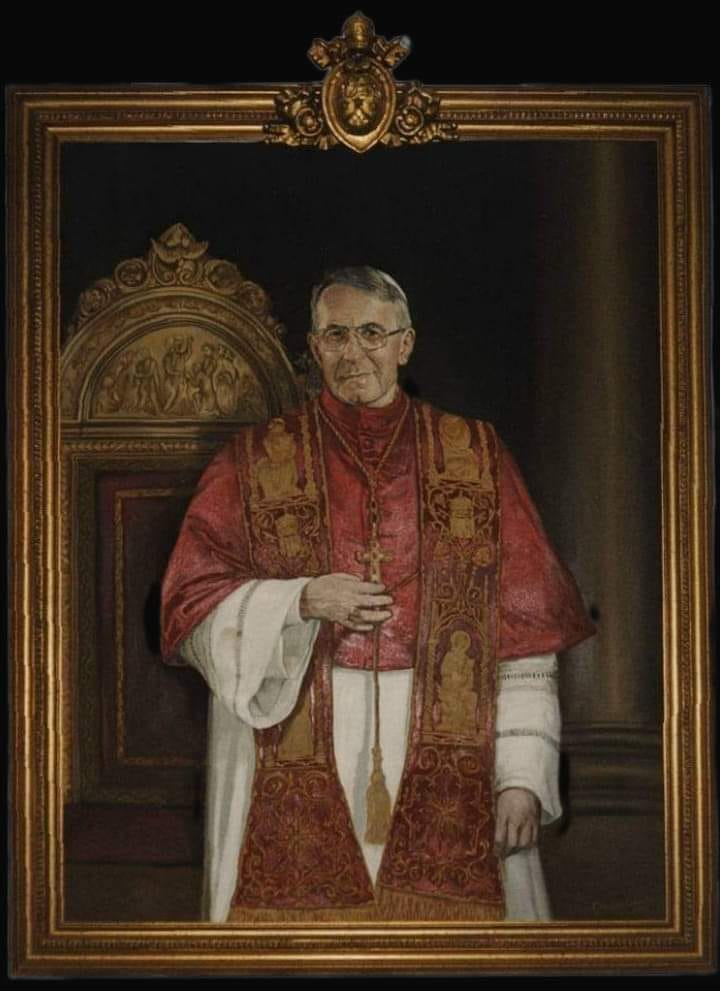
Ritratto di Giovanni Paolo I realizzato da Giuseppe Tedeschi

Giovanni Paolo I non beatificò né canonizzò alcuno, ma il 22 settembre, durante il suo breve pontificato, la Congregazione per le cause dei santi concedette il nihil obstat per l'introduzione delle cause di beatificazione di tre presbiteri: José Gras y Granollers, presbitero spagnolo, Juan Vicente Zengotita-Bengoa Lasuen, carmelitano spagnolo, e Giuseppe Beschin, francescano italiano.
Il 23 settembre il pontefice prese possesso, con una celebrazione solenne, della cattedra romana di San Giovanni in Laterano; la cerimonia fu preceduta dall'incontro ai piedi del Campidoglio con la giunta comunale di Roma, guidata dal sindaco Giulio Carlo Argan. Il giorno successivo, domenica 24 settembre, recitò il suo quinto ed ultimo Angelus. Il 27 settembre salutò i pellegrini di lingua tedesca nella basilica Vaticana e più tardi tenne la sua quarta ed ultima udienza generale, dove parlò della carità. Verso la fine dell'incontro, chiamò a sé un bambino per farsi aiutare nella catechesi.
Il 28 settembre, ultimo giorno di pontificato, ricevette in visita ad limina un gruppo di vescovi delle Filippine e concesse l'udienza al cardinale Bernardin Gantin e ai suoi collaboratori, oltre che ai nunzi apostolici del Brasile e dell'Olanda, e a Gianni Crovato, direttore del quotidiano Il Gazzettino. Nel pomeriggio il papa rimase in appartamento. Prima di cena incontrò il segretario di Stato Jean Villot. Dopo cena, alle ore 21:00, si intrattenne in un colloquio telefonico di circa mezz'ora con il cardinale Giovanni Colombo, arcivescovo di Milano, al termine del quale si ritirò nelle sue stanze.

### Le innovazioni introdotte da Luciani
Luciani fu il primo pontefice a desiderare di parlare alla folla dopo l'elezione ma, poiché non era consuetudine, preferì rinunciare. Fu il primo anche ad abbandonare il tradizionale plurale maiestatis nei suoi discorsi, rivolgendosi in prima persona singolare ai fedeli, nonostante zelanti custodi del protocollo preferissero conformarsi alla tradizione riconvertendo i suoi discorsi per la pubblicazione su L'Osservatore Romano e in altri atti ufficiali, nei quali sono mancanti anche varie espressioni estemporanee e informali usate da Luciani.
Il suo ministero iniziò formalmente il 3 settembre con una messa solenne di inizio del ministero petrino celebrata nella piazza antistante la basilica Vaticana, dove non gli venne posta sul capo la tiara, bensì gli venne imposto sulle spalle soltanto il pallio, e ricevette il saluto, uno per uno, dei centoquattro cardinali, che gli rinnovano l'obbedienza. Dopo la secolare tradizione dell'incoronazione papale, Giovanni Paolo I optò per una cerimonia semplice e sobria; questo cambiamento verrà imitato dai suoi successori. Inizialmente non volle nemmeno usare la sedia gestatoria, ma cedette per ragioni pratiche: essendo soprelevata rispetto al terreno, consentiva ai fedeli di godere di una migliore visibilità del papa.
Parlò di sé in termini umani e non ebbe remore nell'ammettere la timidezza del suo carattere, ricordando pubblicamente il momento in cui, ancora patriarca di Venezia, Paolo VI gli aveva messo sulle spalle la stola papale facendolo diventare "rosso per la vergogna", nonché la paura che lo colse quando si rese conto di essere stato eletto papa; subito dopo l'elezione, infatti, disse ai cardinali che lo avevano appena eletto:
e, prima di affacciarsi alla loggia, ripeteva molte volte questa frase in latino:

### Il suo pensiero, il suo stile
(Preghiera particolare di papa Giovanni Paolo I)

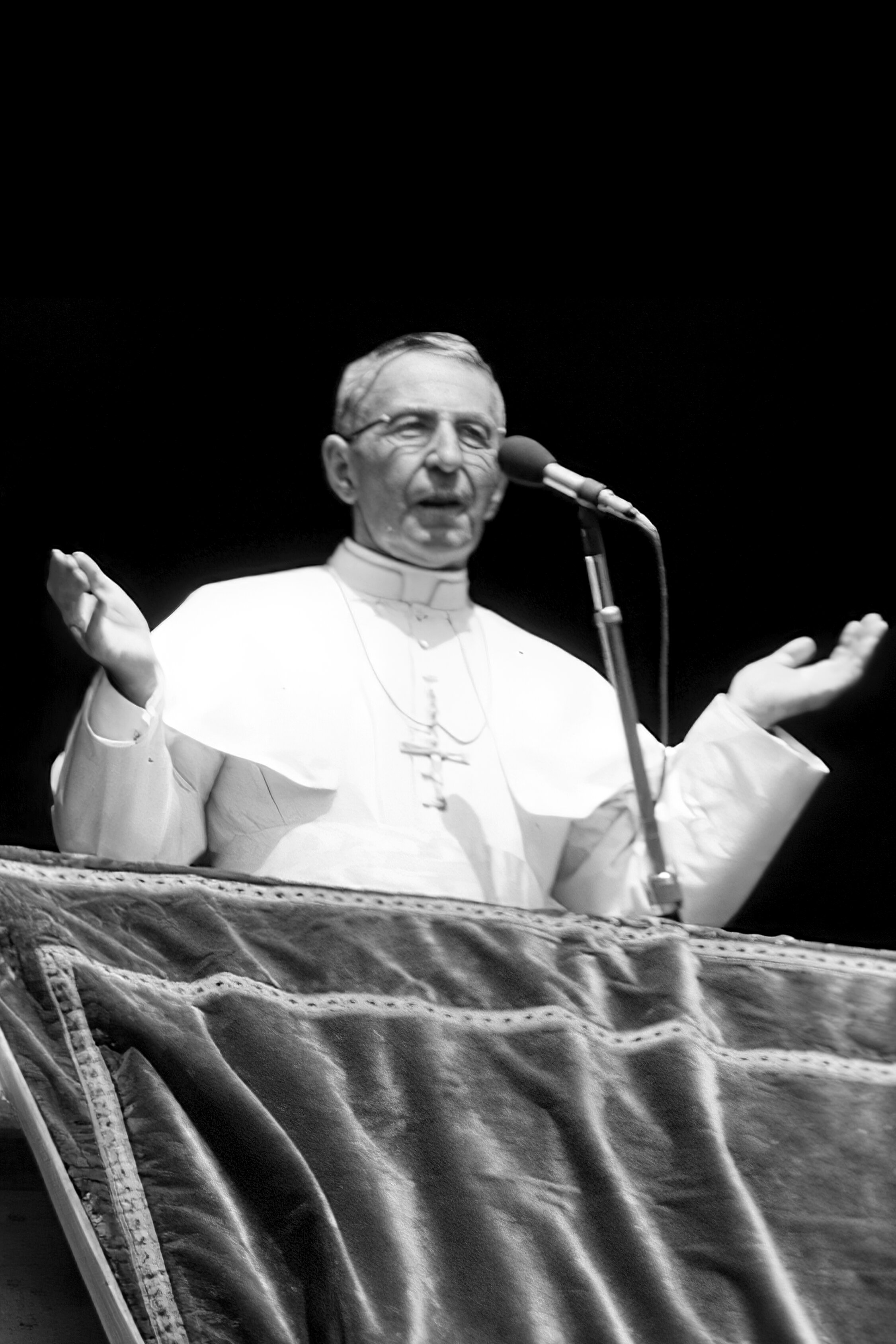
Giovanni Paolo I durante l'Angelus dalla finestra del suo studio nel Palazzo Apostolico

Colto teologo, aveva mostrato una certa apertura possibilista verso la contraccezione, anche preparando uno studio che nel 1965 sottopose a Paolo VI.
Dal 1968, tuttavia, fu considerato per certi versi un conservatore, pubblico difensore dell'Humanae Vitae, che si apprestava a ratificare con una sua enciclica che mai vide la luce. D'altro canto, però, in una lettera ai suoi diocesiani all'indomani della promulgazione dell'Humanae Vitae, scrisse: «Confesso che […] privatamente avevo sperato che le gravissime difficoltà che esistono sarebbero state superate e che la risposta del Maestro, che parla con uno speciale carisma e nel nome del Signore, avesse coinciso, almeno in parte, con le speranze delle molte coppie sposate dopo che era stata costituita un'apposita Commissione pontificia per esaminare la questione».
Una certa morbidezza nei confronti della questione degli anticoncezionali e della contraccezione la mostrò anche da pontefice: un segno di apertura per l'argomento, dopo un convegno delle Nazioni Unite sul tema della sovrappopolazione, fu oggetto di censura da parte dell'Osservatore Romano, che non pubblicò i commenti papali. Già dai tempi del Concilio Vaticano II (al quale partecipò come membro della commissione allargata sui problemi della famiglia e del controllo delle nascite), infatti, Luciani aveva mostrato idee piuttosto progressiste, parlando di “maternità responsabile” e appoggiando a determinate condizioni l'uso degli anticoncezionali.
Giovanni Paolo I, inoltre (come si capisce dal titolo dell'enciclica che avrebbe voluto scrivere: "I poveri e la povertà nel mondo"), si dimostrò molto sensibile al tema della povertà del Sud del mondo, sottolineando l'inutile opulenza del mondo occidentale. Parlò anche della questione sociale, dell'importanza di dare "la giusta mercede" ai lavoratori.
Le sue uniche quattro udienze generali hanno, tutte riunite, un messaggio di senso compiuto. La prima dedicata all'umiltà, dove il Papa chiama a sé un ministrante per far capire il senso dell'umiltà. La seconda è dedicata alla fede, e in quella speciale occasione Giovanni Paolo I recita una poesia di Trilussa. La terza è dedicata alla speranza; il Papa parla della iucunditas e cita san Tommaso d'Aquino. Nella quarta ed ultima udienza generale, un giorno prima della morte, il Papa parla della carità, cita alcuni passaggi della Populorum progressio (l'enciclica di Paolo VI) e, dicendo anche del progresso divino, invita un bambino frequentante la quinta elementare, Daniele Bravo, a dare un aiuto al papa. All'inizio di quest'ultima udienza, tra la folla, qualcuno gli augura lunga vita.
Fra i pochissimi testi che riuscì a completare si ricordano una Catechetica in briciole e una lettera ai procuratori della Compagnia di Gesù, convenuti a Roma per il raduno mondiale del 30 settembre 1978. In essa affermava che "Sant'Ignazio esige dai suoi figli una soda dottrina", invitando i giovani a non aderire alle innovazioni teoriche moderniste che ripudiavano la tradizione e la sana verità della Chiesa. Le sue parole rappresentavano anche un'implicita condanna delle tesi ecumeniste di Karl Rahner.

#### "Dio è papà, più ancora è madre"
Durante l'Angelus del 10 settembre 1978, Giovanni Paolo I disse:
Questa frase riprende alcuni passi dell'Antico Testamento, ed è anche semplice interpretazione di alcuni passi del Vangelo. Il concetto fu ribadito più volte anche dal suo successore Giovanni Paolo II, per esempio nell'udienza di mercoledì 20 gennaio 1999.
Nell'anno 2012 (centenario della sua nascita) sia la Repubblica Italiana che lo Stato della Città del Vaticano, per ricordarlo, hanno emesso un francobollo a lui dedicato:
- Quello vaticano è formato da un foglietto di quattro francobolli con Luciani seduto e benedicente. Sul lato sinistro del foglietto è stata riportata la famosa frase: Dio è papà, più ancora è madre. In più fu coniata una moneta celebrativa da cinque euro sempre a lui dedicata.
- Quello italiano è un francobollo singolo (autoadesivo) raffigurante papa Luciani benedicente dal Palazzo Apostolico e sul lato destro la cupola della Basilica Vaticana.

## La morte

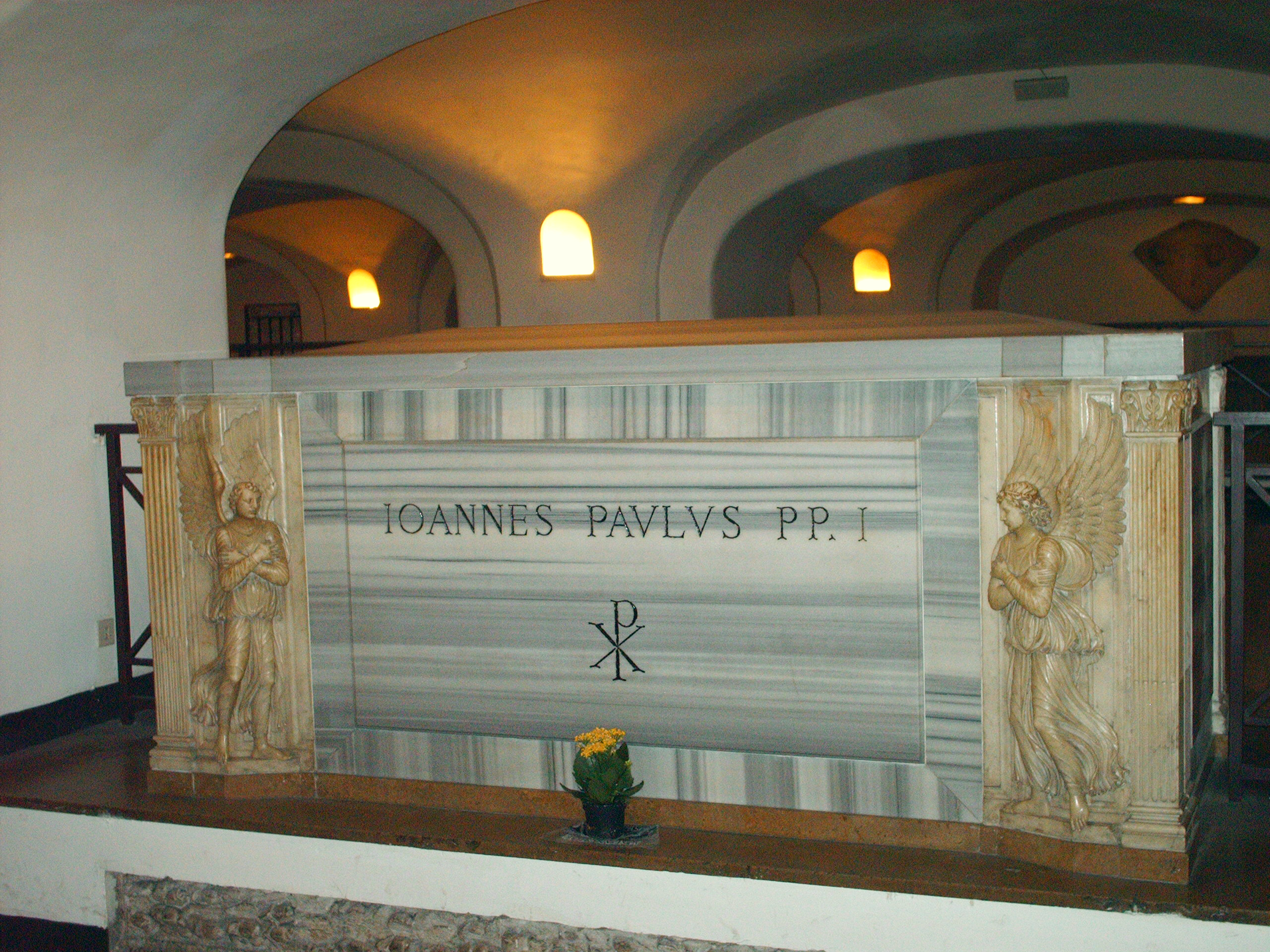
Tomba di Giovanni Paolo I nelle Grotte Vaticane prima della beatificazione

Papa Luciani si spense presumibilmente tra le ore 23:00 del 28 settembre 1978 e le ore 5:00 del 29 settembre, diciannove giorni prima di compiere 66 anni, nel suo appartamento privato, forse a causa di un infarto miocardico. Secondo un comunicato ufficiale della Santa Sede, poco prima di morire, il papa era sbiancato in volto quando aveva saputo del giovane Ivo Zini, assassinato a Roma.
Alle 5:20 circa venne trovato morto nel letto dalle suore Vincenza Taffarel e Margherita Marin, in servizio presso l'appartamento. Alle ore 6:00 il medico Renato Buzzonetti ne constatò il decesso, redigendo l'atto canonico della Recognitio cadaveris. L'annuncio della morte fu dato alle ore 7:30 dalla Radio Vaticana. La salma fu poi trasportata nella Sala Clementina. Alle ore 19.00 iniziò il trattamento conservativo, che venne completato alle 3:30 del mattino seguente.
Per molte ore, il giorno dopo la sua morte, una gran folla di fedeli continuò a sfilare davanti alla sua salma, nonostante il brutto tempo. Il 30 settembre la salma del pontefice fu traslata nella basilica Vaticana, dove rimase esposta fino al 3 ottobre. Gli resero omaggio oltre un milione di fedeli.
Nei giorni immediatamente successivi alla morte, venne chiesto invano da una parte della stampa di effettuare l'autopsia sul corpo del papa, richiesta respinta dal collegio cardinalizio in quanto non prevista dal protocollo.
Papa Luciani riposa nelle Grotte Vaticane dal 4 ottobre 1978.
Data la brevità del pontificato, non si riuscì a preparare l'anello del pescatore per papa Luciani, che utilizzò l'anello vescovile donato da Paolo VI a tutti i padri conciliari che parteciparono al Concilio Vaticano II, e fu sepolto con esso.

### Teorie alternative sulla morte
Alcuni mesi dopo iniziarono a circolare alcune ipotesi alternative sulla sua morte.
A fare scalpore fu soprattutto la teoria sviluppata dal giornalista investigativo britannico David Yallop, il quale, sei anni dopo, nel suo saggio In nome di Dio, ipotizza un omicidio a sfondo politico ad opera di alcuni cardinali che si opponevano agli interventi di riforma programmati da papa Luciani, in particolare quella dell'Istituto per le opere di religione, allora gestito da Paul Marcinkus. Le dichiarazioni di Vincenzo Calcara, pentito di Cosa nostra, hanno successivamente alimentato questa tesi. La teoria di Yallop è stata respinta da diversi autori.
Il giornalista d'inchiesta Mino Pecorelli, come raccontato da sua sorella nel 2023 al programma Atlantide, alla fine del mese di settembre 1978 consegnò un dossier con nomi di diversi prelati "infedeli" a papa Luciani poche ore prima della sua misteriosa morte.
Nel 2018 un sacerdote dichiarò, in un'intervista a Famiglia Cristiana, che il Papa gli aveva rivelato di soffrire di una forma di epilessia, ipotizzando quindi che la sua morte fosse stata naturale e non causata da sostanze velenose.
Nel 2019 Anthony Salvatore Luciano, nipote del famoso boss Lucky Luciano, dichiarò che il Papa sarebbe stato ucciso con del cianuro da Paul Marcinkus in persona, su sue istruzioni e su mandato di suo nonno, Antonio Raimondi. La causa dell'uccisione sarebbe da attribuire ad un supposto coinvolgimento del pontefice nella denuncia di un presunto giro criminale all'interno del Vaticano, in cui sarebbe stato coinvolto lo IOR.

## Ricordo dopo la sua morte

### La memoria di papa Luciani a Canale d'Agordo

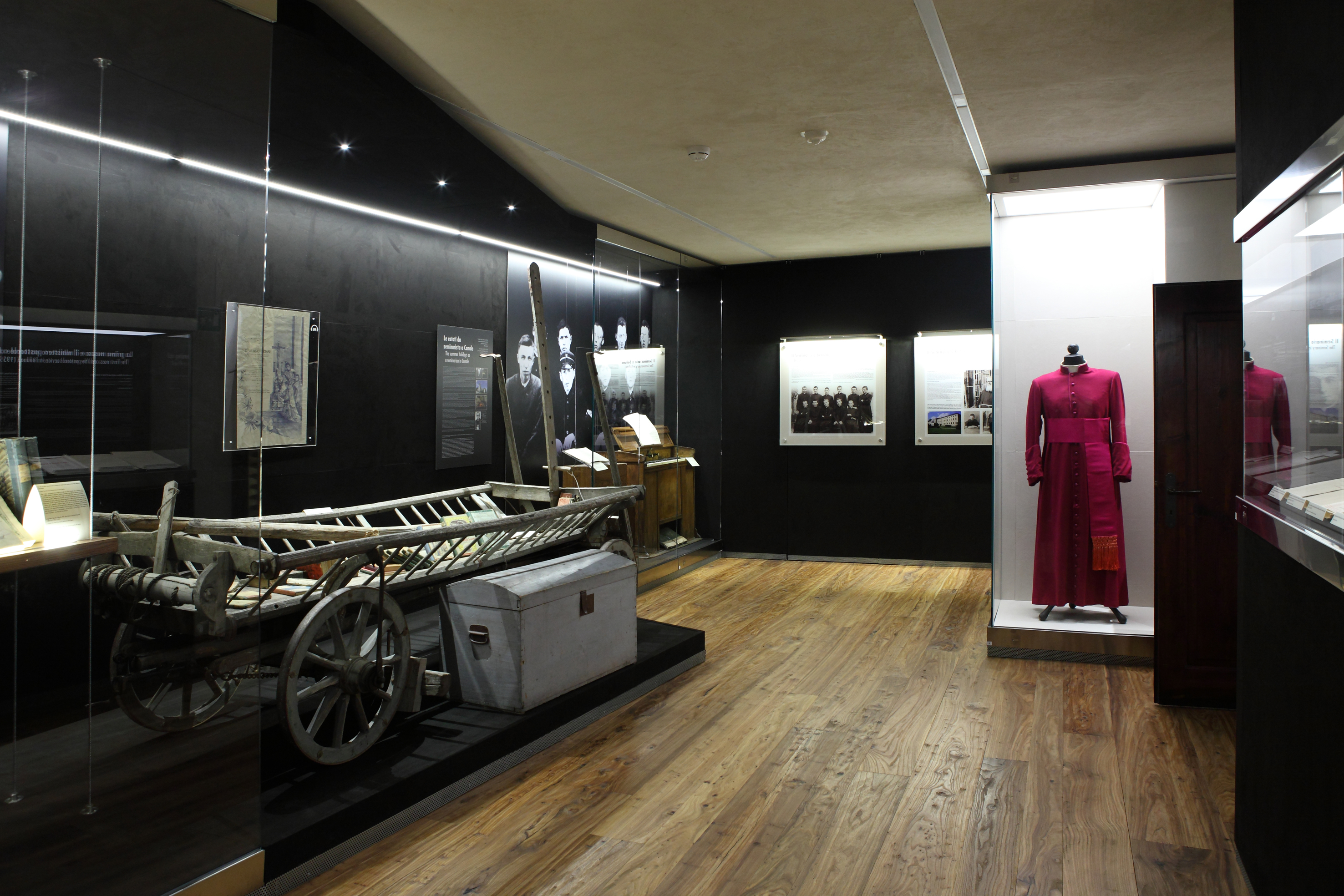
Interno del Museo Albino Luciani

In questo piccolo paese nel bellunese dove egli nacque, oggi meta di pellegrinaggi verso la sua figura, troviamo:
- La piazza principale a lui dedicata.
- Nella chiesa Pievanale, la statua dell'Umiltà di Riccardo Cenedese (1982)
- Davanti alla casa natale una formella bronzea per il centenario della sua nascita (2012) sul lato sinistro il piccolo Albino e sul lato opposto lui da papa con la mano chinata come nell'accarezzare un bambino. Il 27 giugno 2019 la diocesi di Vittorio Veneto ne acquista la proprietà aprendola per la prima volta ai fedeli il 3 agosto dello stesso anno.

#### Il Museo Albino Luciani - MUSAL e Centro Studi
Dal 1978 è stato costituito a Canale d'Agordo un museo provvisorio di foto e ricordi del pontefice che era ubicato nella canonica dell'arciprete e aperto solo nei mesi estivi. Dopo trentotto anni di distanza dall'elezione a papa, il 26 agosto 2016 (con la presenza del cardinale segretario di Stato Vaticano Pietro Parolin) è stato inaugurato il nuovo innovativo Museo Albino Luciani MUSAL.

#### Via Crucis con papa Luciani
Il 22 agosto 2008 gli è stata dedicata una Via Crucis itinerante, partendo dalla prima stazione in piazza Papa Luciani (davanti alla canonica), poi si prosegue in direzione del bosco di "Cavallera" per arrivare quasi alla fine del confine tra Canale e Caviola. La Via Crucis si snoda in un percorso di 2 km e le stazioni sono su grandi massi di roccia bianca su cui sono state posizionate 15 formelle artistiche in bronzo, della "Passione di Cristo", realizzate dell'artista falcadino Franco Murer.

### Giovanni Paolo I nel ricordo dei suoi successori
(Papa Giovanni Paolo II, prima udienza generale, 25 ottobre 1978)

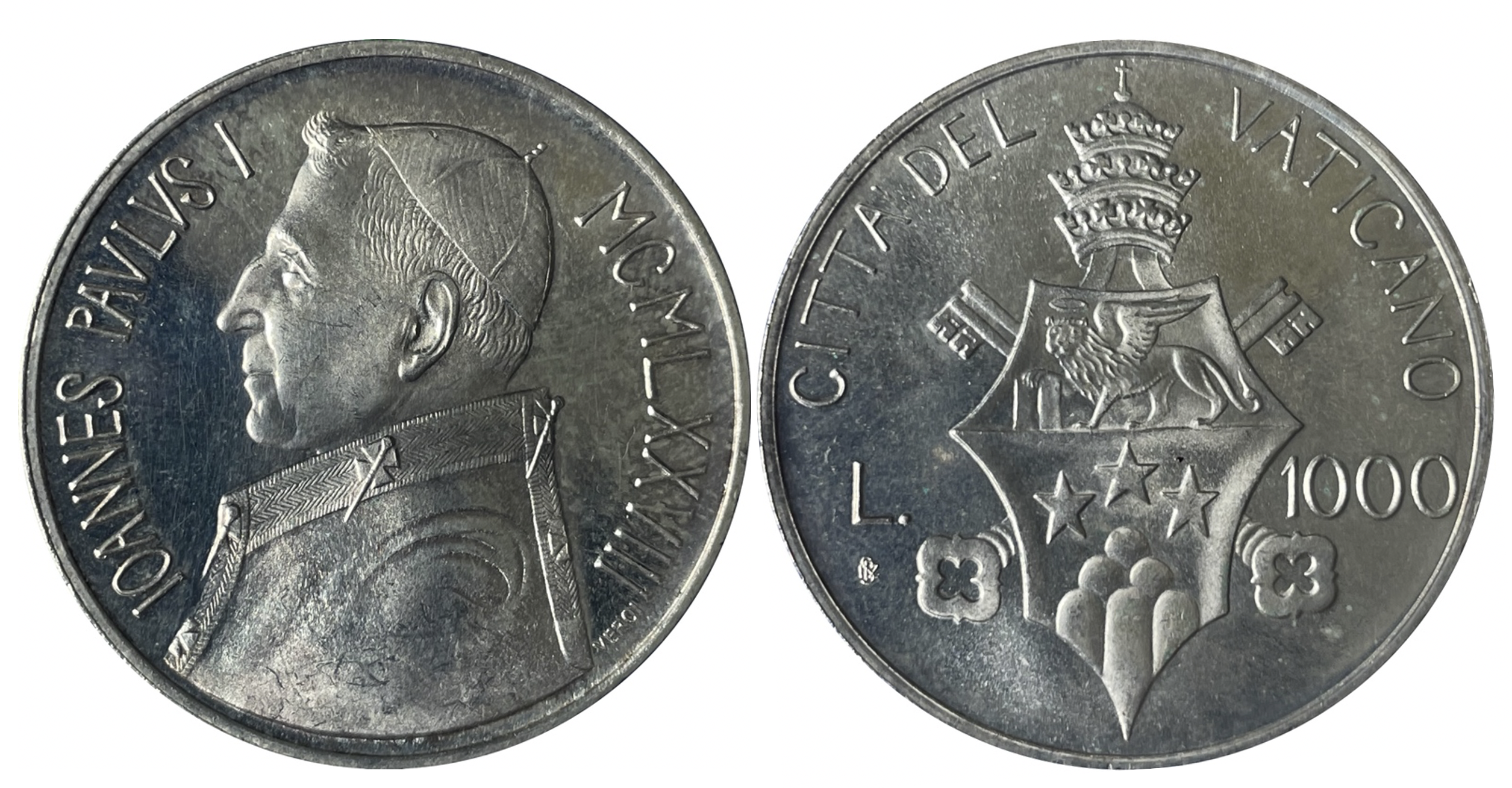
L'unica moneta di Giovanni Paolo I, 1000 lire, tiratura 200.000 pezzi, emessa nel 1979 da papa Giovanni Paolo II per ricordare papa Luciani.

Grazie proprio a questa sua virtù, bastarono 33 giorni perché papa Luciani entrasse nel cuore della gente. Nei discorsi usava esempi tratti da fatti di vita concreta, dai suoi ricordi di famiglia e dalla saggezza popolare. La sua semplicità era veicolo di un insegnamento solido e ricco, che, grazie al dono di una memoria eccezionale e di una vasta cultura, egli impreziosiva con numerose citazioni di scrittori ecclesiastici e profani. È stato così un impareggiabile catechista, sulle orme di san Pio X, suo conterraneo e predecessore prima sulla cattedra di san Marco e poi su quella di san Pietro. "Dobbiamo sentirci piccoli davanti a Dio", disse in quella medesima Udienza. E aggiunse: "Non mi vergogno di sentirmi come un bambino davanti alla mamma: si crede alla mamma, io credo al Signore, a quello che Egli mi ha rivelato" (ivi, p. 49). Queste parole mostrano tutto lo spessore della sua fede. Mentre ringraziamo Dio per averlo donato alla Chiesa e al mondo, facciamo tesoro del suo esempio, impegnandoci a coltivare la sua stessa umiltà, che lo rese capace di parlare a tutti, specialmente ai piccoli e ai cosiddetti lontani. Invochiamo per questo Maria Santissima, umile Serva del Signore.»
(Papa Benedetto XVI, Angelus, Palazzo Apostolico di Castel Gandolfo, 28 settembre 2008)
(Papa Francesco, omelia in occasione della beatificazione di papa Giovanni Paolo I, 4 settembre 2022)

## Il processo di beatificazione
Poco dopo la sua morte, da più parti del mondo cattolico giunsero le richieste per l'apertura del processo di beatificazione. La richiesta venne formalizzata nel 1990 con la firma di 226 vescovi brasiliani, tra cui quattro cardinali. Il 26 agosto 2002 il vescovo di Belluno-Feltre Vincenzo Savio, al termine della messa celebrata a Canale d'Agordo in ricordo del XXIV anniversario dell'elezione al soglio pontificio di Albino Luciani, annunciò l'avvio della fase preliminare di raccolta dei documenti e delle testimonianze necessari per avviare il processo di beatificazione.
L'8 giugno 2003, al termine dell'assemblea sinodale svoltasi nella basilica cattedrale di San Martino a Belluno, il vescovo Savio rese noto che la Congregazione delle cause dei santi aveva espresso "parere positivo" circa la "possibilità che si proceda, con i passaggi stabiliti, nella causa di beatificazione e canonizzazione del servo di Dio Giovanni Paolo I" e "ben volentieri concede che, a livello diocesano, l'indagine circa la vita e le virtù del servo di Dio Giovanni Paolo I, nonché sulla sua fama di santità, si svolga presso la curia diocesana della diocesi di Belluno-Feltre".
L'inchiesta diocesana cominciò a operare il 22 novembre 2003. Il processo diocesano si svolse in 203 sessioni, durante le quali, nelle sedi episcopali di Belluno, Vittorio Veneto, Venezia e Roma, vennero interrogati 167 testimoni, tutti de visu (ovvero "dal vivo") eccetto uno.
Il 23 novembre 2003 si tenne nella cattedrale di Belluno la sessione inaugurale dell'inchiesta diocesana del processo di beatificazione presieduta dal vescovo Savio alla presenza del cardinale José Saraiva Martins, ai tempi prefetto della Congregazione delle cause dei santi. Essendo il vescovo di Belluno-Feltre salesiano, come postulatore della causa venne nominato il postulatore generale della famiglia salesiana, don Pasquale Liberatore. In qualità di vice postulatrice della causa venne nominata Stefania Falasca: è la prima volta che l'incarico di vice postulatrice della causa di un pontefice è stato affidato a una donna. Il 10 novembre 2006, sempre nella cattedrale di Belluno, si tenne la sessione di chiusura dell'inchiesta diocesana del processo di beatificazione. Tutti gli atti processuali, con la relativa documentazione archivistica, furono trasmessi alla Congregazione delle cause dei santi.
Il 9 novembre 2007 il Congresso ordinario della Congregazione delle cause dei santi, avendo preso in esame tutti gli atti pervenuti alla medesima congregazione, osservò come la documentazione presentasse diverse lacune, in particolare riferimento a quei documenti conservati presso l'archivio storico del patriarcato di Venezia e presso l'archivio della Conferenza episcopale del Triveneto. Per poter acquisire la documentazione mancante, la Congregazione richiese un supplemento d'indagine e il 25 marzo del 2008 Giuseppe Andrich, nuovo vescovo di Belluno-Feltre, istituì quindi il tribunale per l'inchiesta diocesana suppletiva.
Dopo aver ricevuto i documenti mancanti ed avendoli sottoposti a giudizio, il 27 giugno 2008 la Congregazione delle cause dei santi firmò il decreto di validità sugli atti dell'inchiesta diocesana. Il 30 maggio 2009 si concluse ad Altamura il processo sulla presunta guarigione miracolosa, attribuita all'intercessione di papa Luciani, di Giuseppe Denora, un fedele pugliese originario della diocesi di Altamura-Gravina-Acquaviva delle Fonti, che nel 1992 guarì da un tumore allo stomaco. Gli atti vennero inviati alla Congregazione delle cause dei santi in attesa che la consulta medica e la consulta teologica si fossero espressi in merito.
Il 25 marzo 2010 la Congregazione delle cause dei santi sancì la validità del processo diocesano sulla guarigione di Giuseppe Denora. Il miracolo fu sottoposto ad indagine dalla consulta medica di laici.
Il 17 ottobre 2012, giorno del centenario della nascita di papa Luciani, il vescovo Enrico dal Covolo, nuovo postulatore della causa a seguito della morte di don Pasquale Liberatore, consegnò nelle mani dell'allora prefetto della Congregazione delle cause dei santi, il cardinale Angelo Amato, il Summarium testium, il primo dei quattro documenti che contribuirono a preparare la Positio, ovvero il dossier che comprende tutto il corpus delle prove che devono dimostrare l'eroicità della vita, delle virtù e della fama di santità del candidato.
Nell'aprile 2015 la diocesi di Vittorio Veneto comunicò che il presunto miracolo sulla guarigione di Giuseppe Denora non era stato riconosciuto tale dalla commissione di esperti incaricati; era necessario un nuovo miracolo per procedere col processo di beatificazione. Nell'agosto 2015 il vescovo di Belluno-Feltre Giuseppe Andrich informò che la Positio era stata terminata, e tra le testimonianze esaminate vi era anche quella personale del papa emerito Benedetto XVI (finora unicum storico in quanto è la prima volta che un papa emette una testimonianza de visu su un altro papa) ed il processo di beatificazione era arrivato a conclusione.
Il 16 ottobre 2015 il vescovo di Belluno-Feltre nominò come nuovo postulatore della causa il cardinale Beniamino Stella, al tempo prefetto della Congregazione per il clero e originario della diocesi vittoriese, il quale prese il posto del vescovo Enrico dal Covolo.
Nel luglio 2016 si venne a conoscenza di un nuovo miracolo attribuito a Giovanni Paolo I in America Latina.
Il 17 ottobre 2016 venne consegnata alla Congregazione delle cause dei santi la Positio, composta da cinque volumi. Secondo la prassi, gli organi giudicanti la Positio sono chiamati a esprimersi con voto, positivo o negativo, in due sessioni di esami distinte: quella del Congresso dei consultori teologi e quella della sessione ordinaria dei cardinali e dei vescovi.
Il Congresso dei teologi pronunciò il suo voto positivo unanime il 1º giugno 2017, mentre il 3 novembre 2017 si espresse con lo stesso esito la Sessione ordinaria dei cardinali e dei vescovi ai fini del riconoscimento delle virtù eroiche di Giovanni Paolo I. L'8 novembre papa Francesco rese pubblico il decreto sulle virtù eroiche di papa Luciani: in questo modo si portò a completamento l'iter di giudizio finale per la proclamazione delle virtù che rese venerabile Albino Luciani.
Verso la fine di novembre del 2016 si concluse l'inchiesta diocesana, istituita nel medesimo anno nell'arcidiocesi di Buenos Aires, per un caso di presunta guarigione miracolosa avvenuta nella capitale argentina il 23 luglio 2011 per intercessione di Giovanni Paolo I a favore di Candela Giarda, una ragazzina che il 20 marzo 2011, all'età di 11 anni, iniziò ad avvertire forti mal di testa. Il 27 marzo successivo la sintomatologia iniziò a preoccupare la famiglia di Candela: oltre all'emicrania insorsero febbre, vomito, disturbi del comportamento e della parola. Candela, con un quadro clinico molto preoccupante, fu ricoverata d'urgenza a Paraná, dove fu sottoposta ad attenti esami clinici e le venne formulata una diagnosi infausta: encefalopatia epilettica ad insorgenza acuta, con stato epilettico refrattario ad eziologia sconosciuta. Durante la degenza in ospedale Candela ebbe giornalmente frequenti crisi epilettiche, al punto che fu necessaria l'intubazione. Il 26 maggio venne trasferita con prognosi riservata nel reparto di terapia intensiva in un ospedale della capitale argentina. Il 22 luglio, a seguito di un ulteriore peggioramento del quadro clinico causato dalla comparsa di uno stato settico da broncopolmonite, i medici decisero di convocare i familiari per informarli della possibile ed imminente morte della bambina. L'idea di invocare l'intercessione di papa Luciani venne al parroco della parrocchia a cui apparteneva il complesso ospedaliero, il quale era molto devoto al "papa del sorriso" e propose sia alla madre di Candela che al personale sanitario presente in rianimazione di pregare Giovanni Paolo I affinché la ragazzina potesse guarire. Il 23 luglio 2011, contrariamente a tutte le aspettative, Candela iniziò a riprendersi in maniera rapida ed il 5 settembre del medesimo anno fu dimessa dall'ospedale, riacquistando la completa autonomia fisica e psico-cognitiva-comportamentale.
Il caso sopracitato fu portato alla discussione della Consulta Medica il 31 ottobre 2019, la quale stabilì all'unanimità che si trattò di una guarigione scientificamente inspiegabile. Il 6 maggio 2021 il Congresso dei teologi espresse giudizio positivo. L'ultimo voto, quello della Sessione dei cardinali e dei vescovi, con il quale si è concluso l'iter giudiziale del processo super miro (ovvero "riguardante il miracolo"), è stato espresso positivamente.

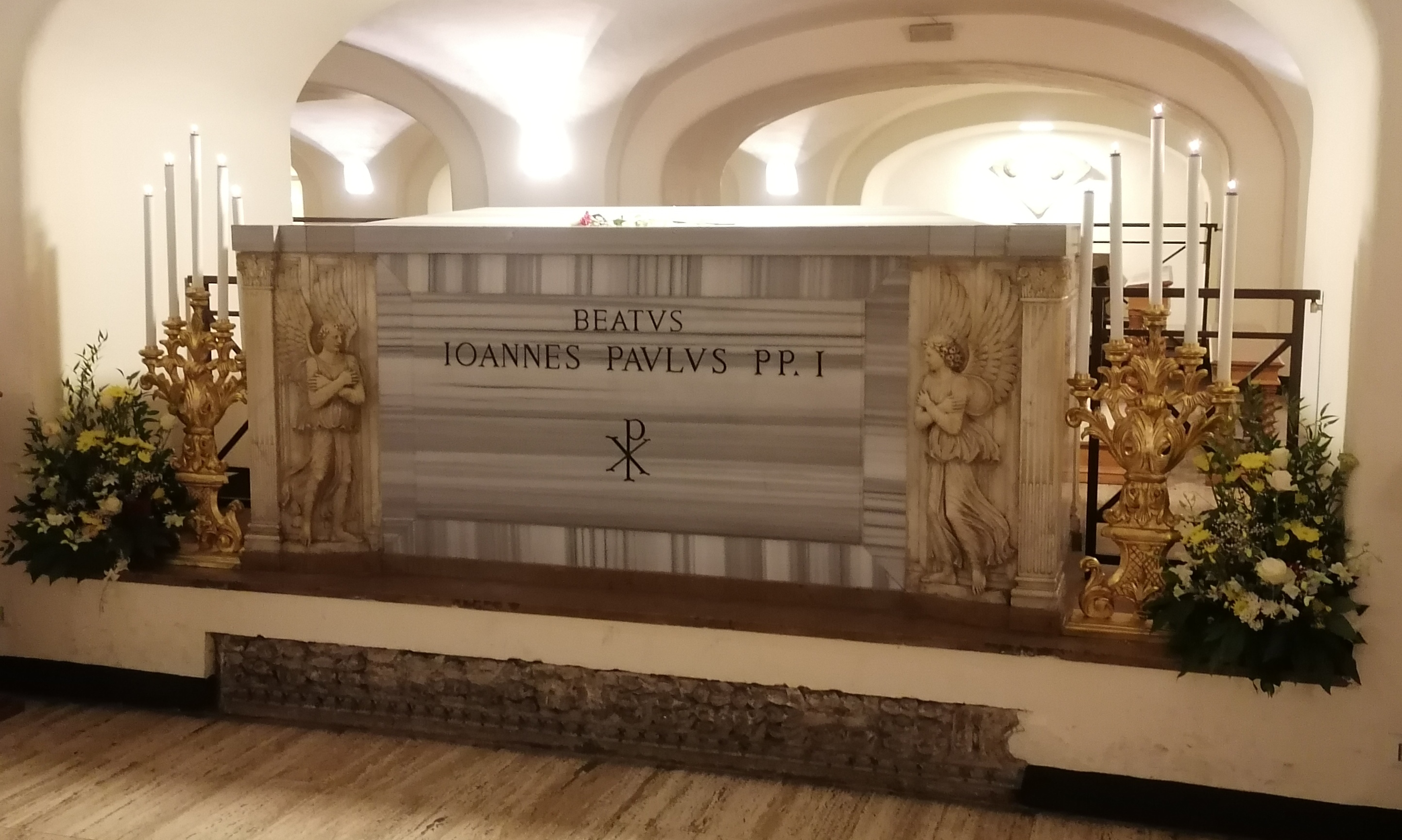
Tomba di Giovanni Paolo I dopo la beatificazione

Il 13 ottobre 2021 papa Francesco ha riconosciuto il miracolo avvenuto per intercessione di Giovanni Paolo I e il 4 settembre 2022 Luciani è stato beatificato dallo stesso pontefice in piazza San Pietro, alla presenza di circa 25.000 fedeli, tra cui il presidente della Repubblica Italiana Sergio Mattarella, il ministro per i Rapporti col Parlamento Federico D'Incà e il presidente della Regione Veneto Luca Zaia; hanno concelebrato la liturgia con il Papa quasi 400 tra cardinali, vescovi e sacerdoti. Sulla facciata della basilica Vaticana, durante la celebrazione, è stato esposto l'arazzo con il ritratto di papa Luciani realizzato su dipinto dell'artista cinese Yan Zhang. Il reliquario è una "novità assoluta per un papa": realizzato dallo scultore Franco Murer, esso contiene uno scritto autografo di Giovanni Paolo I sulle tre virtù teologali (fede, speranza e carità), risalente al 1956, che è incastonato in una croce intagliata su legno di un noce, la quale poggia su un basamento in pietra proveniente da Canale d'Agordo; dopo la cerimonia sarà custodito nella cattedrale di Belluno. La tomba, come per quella di san Paolo VI, resta nelle Grotte Vaticane. La memoria liturgica ricorre il 26 agosto, giorno della sua elezione a Sommo pontefice.

## Opere

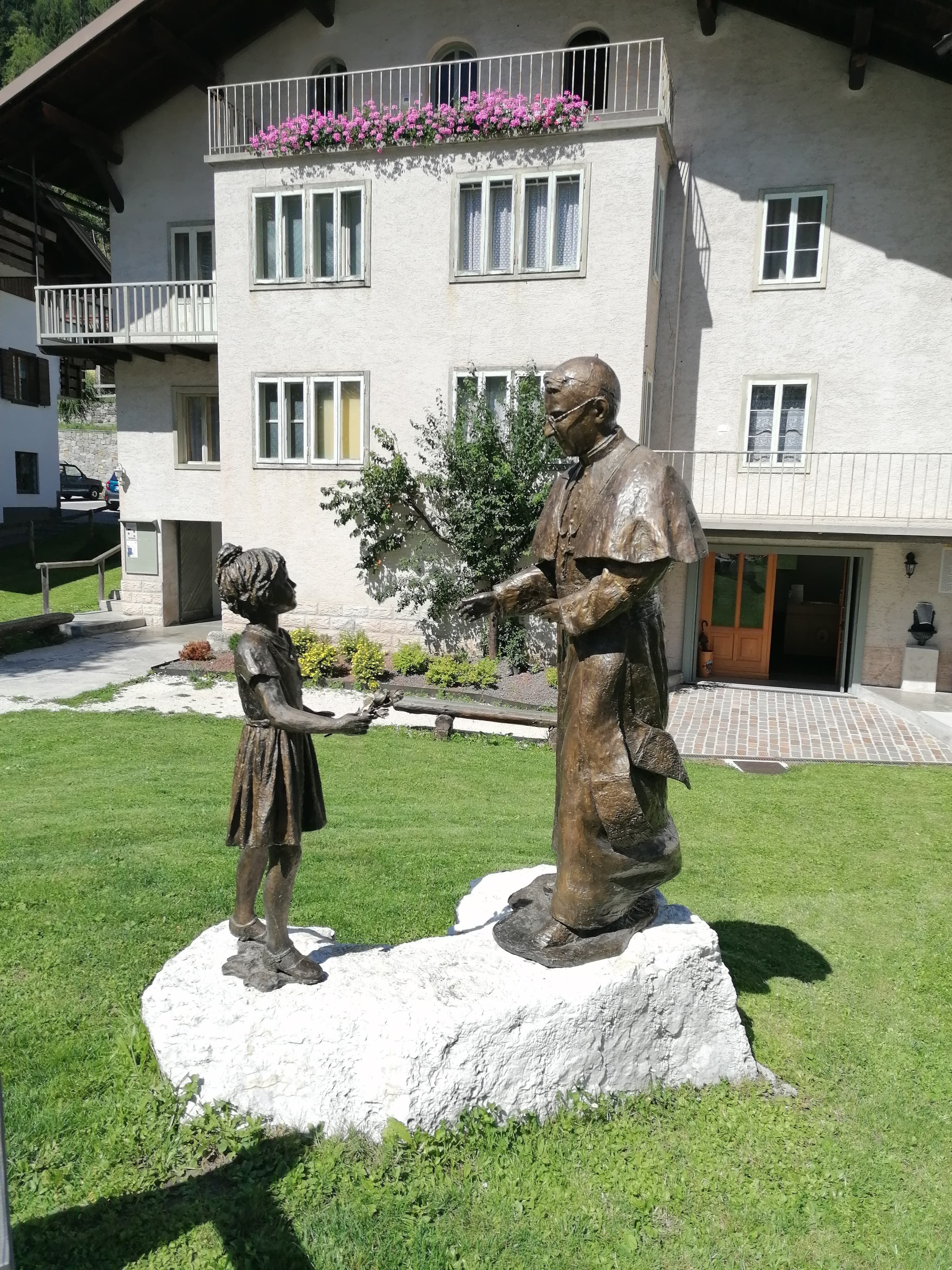
Monumento a Papa Luciani opera di Carlo Balljana

- Catechetica in briciole, Torino, Edizioni San Paolo, 1949
- L'origine dell'anima secondo Antonio Rosmini, Roma, Libreria Editrice Gregoriana, 1950 (tesi di laurea)
- Illustrissimi, Padova, Messaggero di Sant'Antonio Editrice, 1976

## Nella cultura di massa

### Televisione
Nel 1988 Mixer, storico rotocalco televisivo di Giovanni Minoli in onda su Rai 2, mandò in onda la puntata-inchiesta La strana morte di Papa Luciani, riproposta nel 2006 da un altro programma di Minoli, La storia siamo noi.
Nel settembre 2005, in occasione della ricorrenza della scomparsa di papa Luciani, la testata documentaristica La grande storia di Rai 3 ha realizzato un film-documento inedito sulla vita e il pontificato (Giovanni Paolo I, Il Papa del sorriso) a cura di Luigi Bizzarri. Viene riproposto il 17 agosto 2012 in occasione del centenario della nascita (1912-2012) ed il 1º settembre 2022 in occasione della sua beatificazione.
Rai 1 ha presentato nelle serate del 23 e 24 ottobre 2006 la miniserie TV Papa Luciani - Il sorriso di Dio, seguita da oltre 10 milioni di telespettatori. Il ruolo di Giovanni Paolo I è interpretato dall'attore Neri Marcorè. Fu riproposta il 26 agosto 2012 in occasione del centenario della nascita in versione serale ristretta. Il film è stato criticato per i ritratti non corrispondenti alla realtà di alcuni personaggi (in particolar modo dei Cardinali del Concilio) e perché sposa, seppur non apertamente, la tesi del complotto, che secondo il film sarebbe emersa già il giorno successivo alla morte. In particolare, il cardinale Tarcisio Bertone ha anche criticato l'etichetta di "pontefice buonista" che è stata affibbiata al protagonista. Albino Luciani era uomo mite, ma estremamente preparato e fermo nelle proprie decisioni: sono assenti, ad esempio, episodi quali il ritiro del sacerdote assistente della FUCI di Venezia nel 1974. Critiche sono inoltre giunte a causa dell'ambientazione della fiction (nel Viterbese), che nulla aveva a che vedere con il bellunese e le Dolomiti agordine.

### Al cinema
Nel film Il padrino - Parte III, del 1990, è inclusa la teoria dell'assassinio di papa Giovanni Paolo I, nonostante i nomi dei personaggi (il Cardinale Lamberto) e l'anno della sua morte (il 1980) siano diversi.
Nella commedia di fantascienza InvaXön - Alieni in Liguria del 2004, in una delle prime scene, ambientata in Vaticano, si immagina che Papa Luciani fosse a conoscenza dell'esistenza di civiltà aliene e che fosse prossimo a rendere pubblica la notizia, salvo poi essere assassinato per impedirne la divulgazione.

### Musica
A lui sono stati dedicati il brano musicale Hey, Luciani del gruppo The Fall e l'album Wave di Patti Smith.
Compare inoltre tra i personaggi italiani famosi nel video Buonanotte all'Italia del 2007 di Luciano Ligabue.

## Genealogia episcopale
La genealogia episcopale è:
- Cardinale Scipione Rebiba
- Cardinale Giulio Antonio Santori
- Cardinale Girolamo Bernerio, O.P.
- Arcivescovo Galeazzo Sanvitale
- Cardinale Ludovico Ludovisi
- Cardinale Luigi Caetani
- Cardinale Ulderico Carpegna
- Cardinale Paluzzo Paluzzi Altieri degli Albertoni
- Papa Benedetto XIII
- Papa Benedetto XIV
- Papa Clemente XIII
- Cardinale Bernardino Giraud
- Cardinale Alessandro Mattei
- Cardinale Pietro Francesco Galleffi
- Cardinale Filippo de Angelis
- Cardinale Amilcare Malagola
- Cardinale Giovanni Tacci Porcelli
- Papa Giovanni XXIII
- Papa Giovanni Paolo I

## Ascendenza
|                                        |                       |                        | Genitori                        |  |  | Nonni |  |  | Bisnonni                 |  |  | Trisnonni        |  |
|                                        |                       |                        |                                 |  |  |       |  |  | Giovanni Antonio Luciani |  |  | Valentin Luciani |  |
|                                        |                       |                        |                                 |  |  |       |  |  | Giovanni Antonio Luciani |  |  | Valentin Luciani |  |
|                                        |                       | Maria Catarina Zuliani |                                 |  |  |       |  |  | Giovanni Antonio Luciani |  |  |                  |  |
| Giacomo Luciani                        |                       |                        |                                 |  |  |       |  |  | Giovanni Antonio Luciani |  |  |                  |  |
|                                        |                       | Domenica Vedova        | Antonio Domenico Vedova         |  |  |       |  |  |                          |  |  |                  |  |
|                                        |                       | Domenica Vedova        | Antonio Domenico Vedova         |  |  |       |  |  |                          |  |  |                  |  |
|                                        |                       | Domenica Vedova        | Maddalena Adami                 |  |  |       |  |  |                          |  |  |                  |  |
| Giovanni Luciani                       |                       | Domenica Vedova        |                                 |  |  |       |  |  |                          |  |  |                  |  |
|                                        |                       | Antonio Paolin         | Giovanni Battista Andrea Paolin |  |  |       |  |  |                          |  |  |                  |  |
|                                        |                       | Antonio Paolin         | Giovanni Battista Andrea Paolin |  |  |       |  |  |                          |  |  |                  |  |
|                                        |                       | Antonio Paolin         | Maria Catarina Fabris           |  |  |       |  |  |                          |  |  |                  |  |
| Maria Catharina Cristina Paolin        |                       | Antonio Paolin         |                                 |  |  |       |  |  |                          |  |  |                  |  |
|                                        |                       | Maria Fenti            | Apollonio Batta Fenti           |  |  |       |  |  |                          |  |  |                  |  |
|                                        |                       | Maria Fenti            | Apollonio Batta Fenti           |  |  |       |  |  |                          |  |  |                  |  |
|                                        |                       | Maria Fenti            | Maria Elisabetta Da Pos         |  |  |       |  |  |                          |  |  |                  |  |
| Albino Luciani (papa Giovanni Paolo I) |                       | Maria Fenti            |                                 |  |  |       |  |  |                          |  |  |                  |  |
|                                        | Giovanni Maria Tancon | Francesco Tancon       |                                 |  |  |       |  |  |                          |  |  |                  |  |
|                                        | Giovanni Maria Tancon | Francesco Tancon       |                                 |  |  |       |  |  |                          |  |  |                  |  |
|                                        | Giovanni Maria Tancon | Francesca Vedova       |                                 |  |  |       |  |  |                          |  |  |                  |  |
| Marco Vicente Tancon                   | Giovanni Maria Tancon |                        |                                 |  |  |       |  |  |                          |  |  |                  |  |
|                                        |                       | Bortola De Rocco       | Vincenzo De Rocco               |  |  |       |  |  |                          |  |  |                  |  |
|                                        |                       | Bortola De Rocco       | Vincenzo De Rocco               |  |  |       |  |  |                          |  |  |                  |  |
|                                        |                       | Bortola De Rocco       | Margarita De Toffol             |  |  |       |  |  |                          |  |  |                  |  |
| Bortola Maria Tancon                   |                       | Bortola De Rocco       |                                 |  |  |       |  |  |                          |  |  |                  |  |
|                                        |                       | Giovanni Battista Zus  | Pietro Zus                      |  |  |       |  |  |                          |  |  |                  |  |
|                                        |                       | Giovanni Battista Zus  | Pietro Zus                      |  |  |       |  |  |                          |  |  |                  |  |
|                                        |                       | Giovanni Battista Zus  | Maria Cattarina De Colò         |  |  |       |  |  |                          |  |  |                  |  |
| Maddalena Zus                          |                       | Giovanni Battista Zus  |                                 |  |  |       |  |  |                          |  |  |                  |  |
|                                        |                       | Maddalena Knolseissen  | Antonio Giacomo Knolseissen     |  |  |       |  |  |                          |  |  |                  |  |
|                                        |                       | Maddalena Knolseissen  | Antonio Giacomo Knolseissen     |  |  |       |  |  |                          |  |  |                  |  |
|                                        |                       | Maddalena Knolseissen  | Maria Antonia Scola             |  |  |       |  |  |                          |  |  |                  |  |
|                                        |                       | Maddalena Knolseissen  |                                 |  |  |       |  |  |                          |  |  |                  |  |

## Onorificenze
Il papa è sovrano degli ordini pontifici della Santa Sede mentre il Gran magistero delle singole onorificenze può essere mantenuto direttamente dal pontefice o concesso a una persona di fiducia, solitamente un cardinale.

### Altri riconoscimenti
- Premio Internazionale Bonifacio VIII "alla memoria" (ritirato dalla nipote Pia Luciani), dell'Accademia Bonifaciana di Anagni, novembre 2003 (postumo)